# Biserica unitariană din Deleni

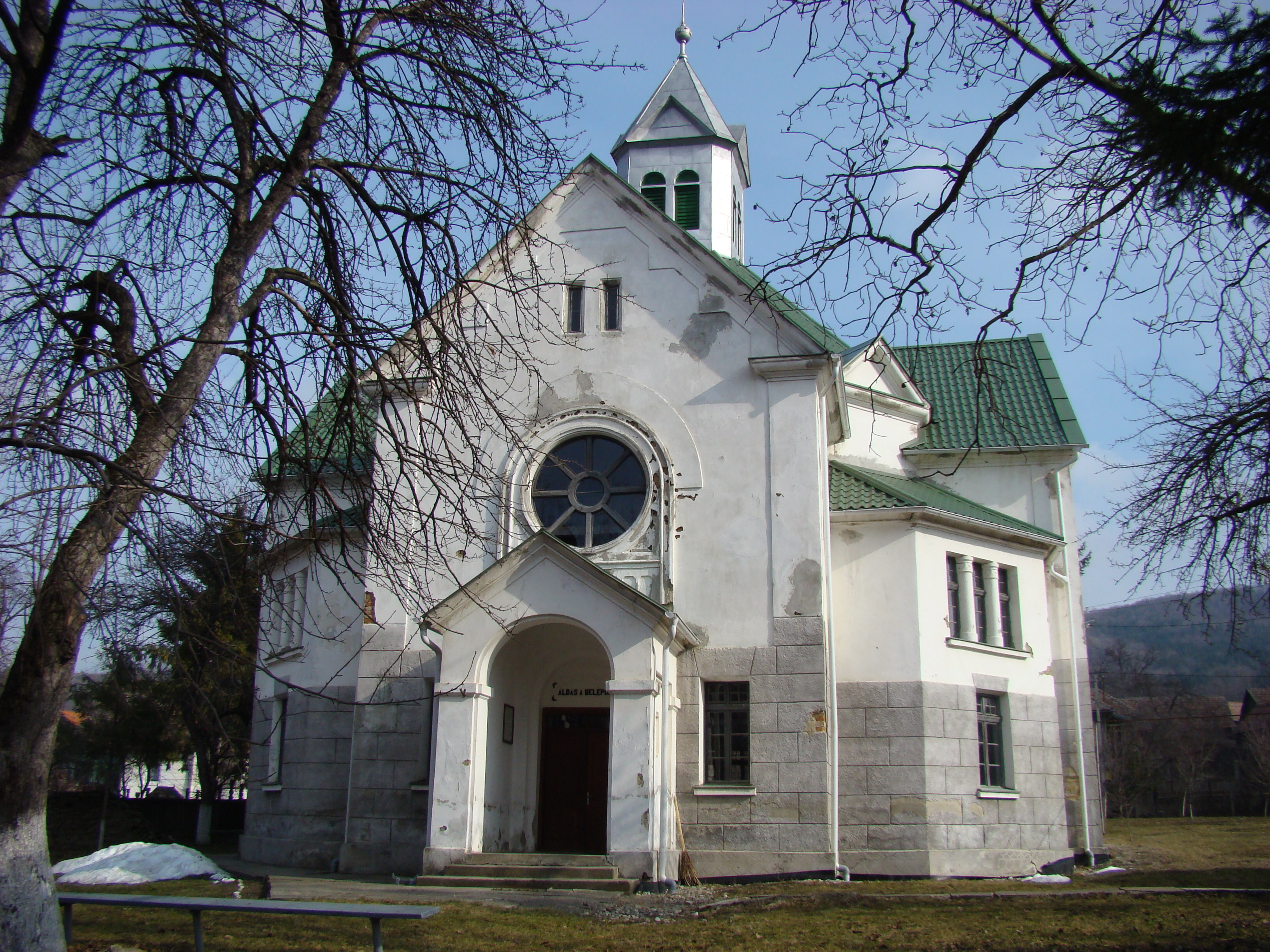
Biserica unitariană din Deleni, comuna Băgaciu, județul Mureș, foto: februarie 2013.

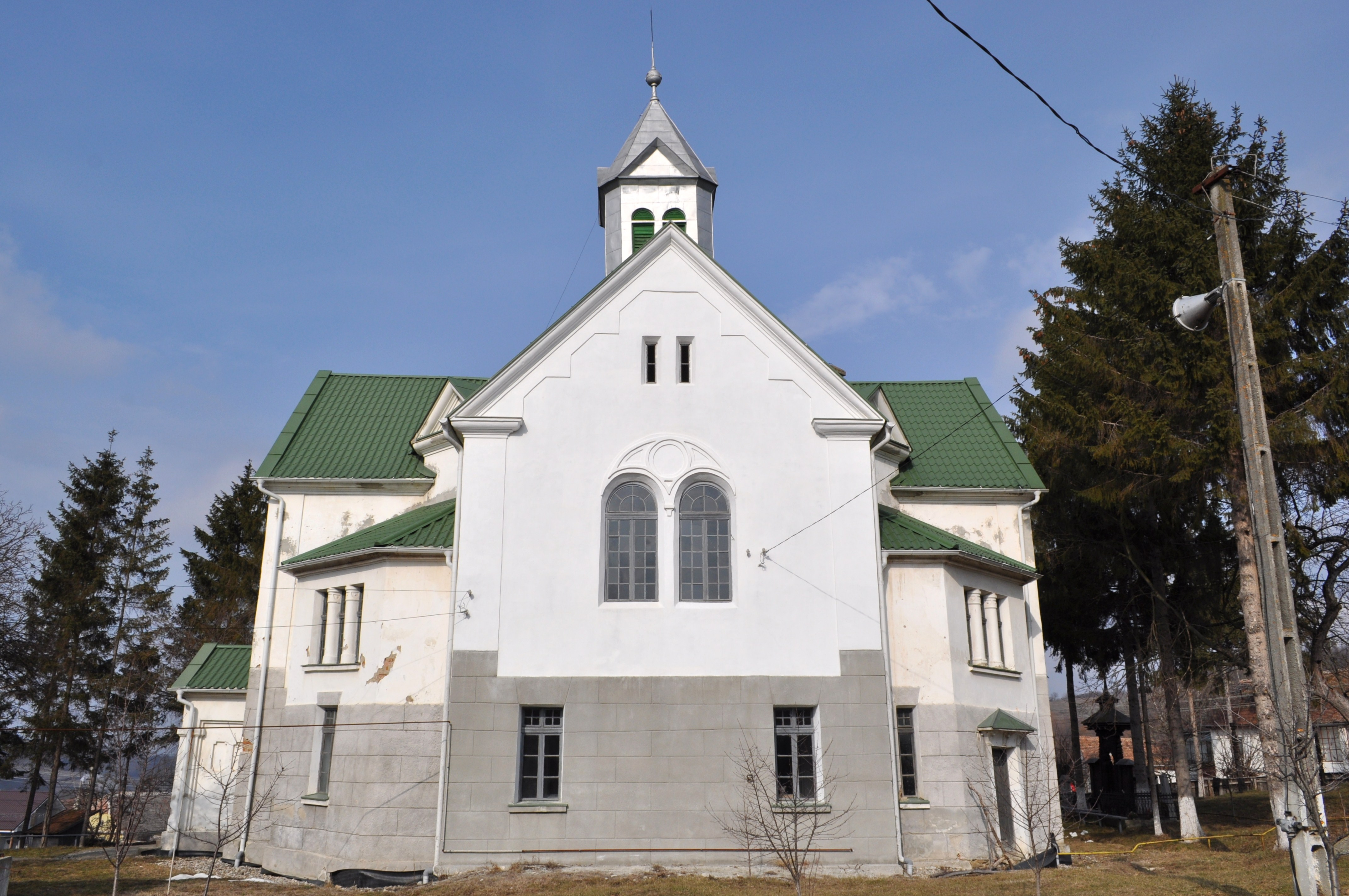
Biserica unitariană din Deleni, comuna Băgaciu, județul Mureș, foto: februarie 2013.

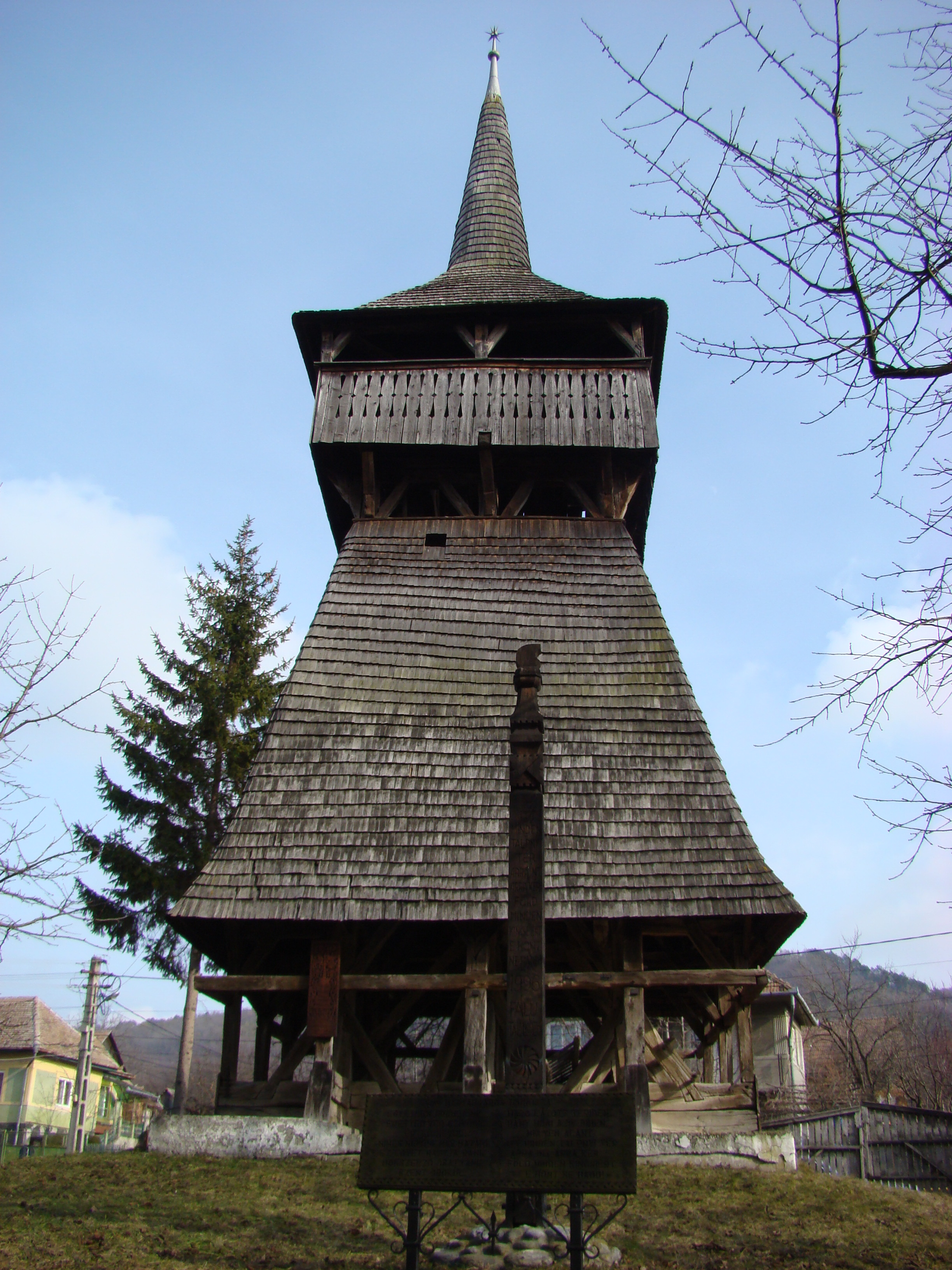
Clopotnița

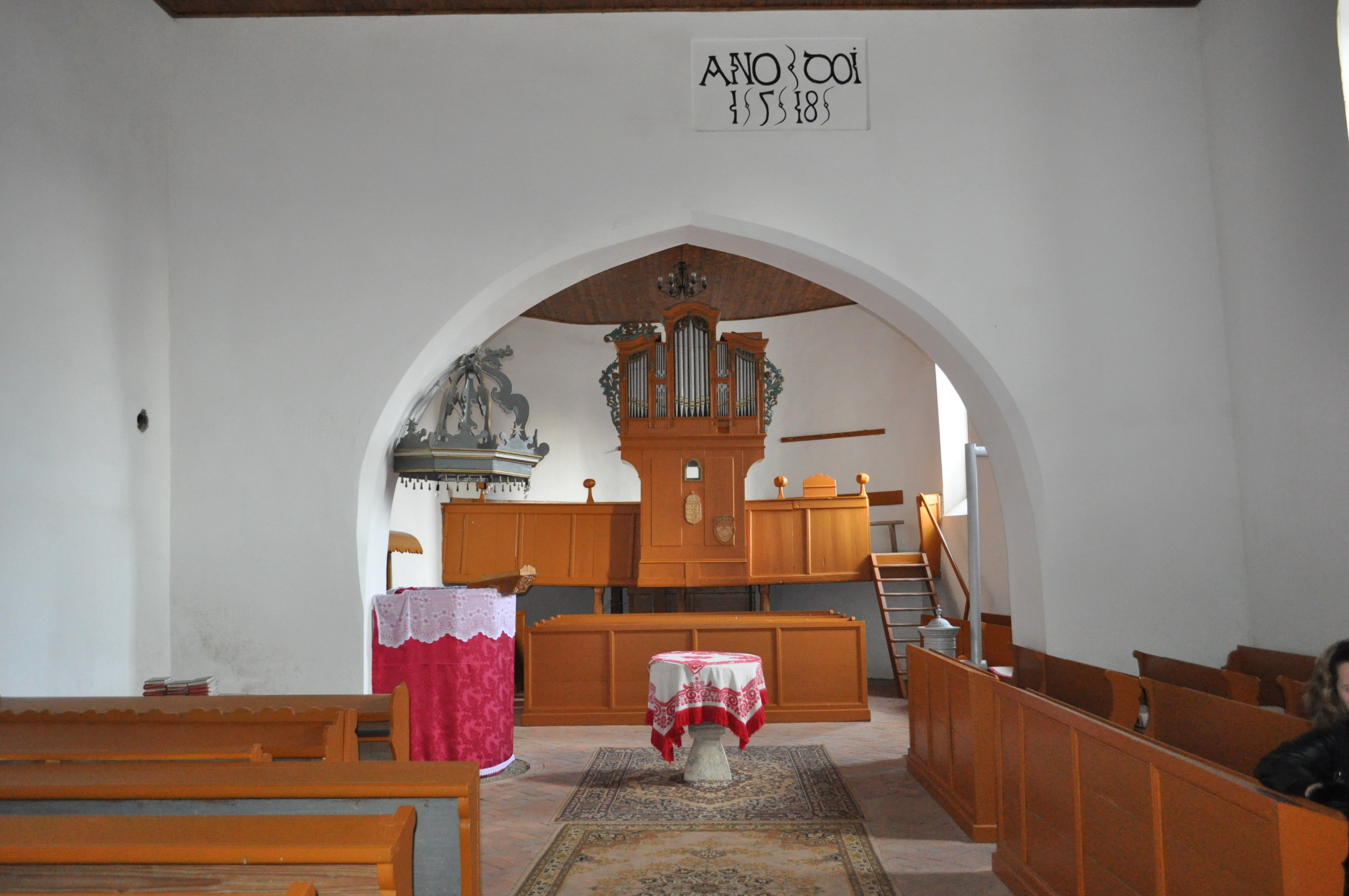
Interiorul navei

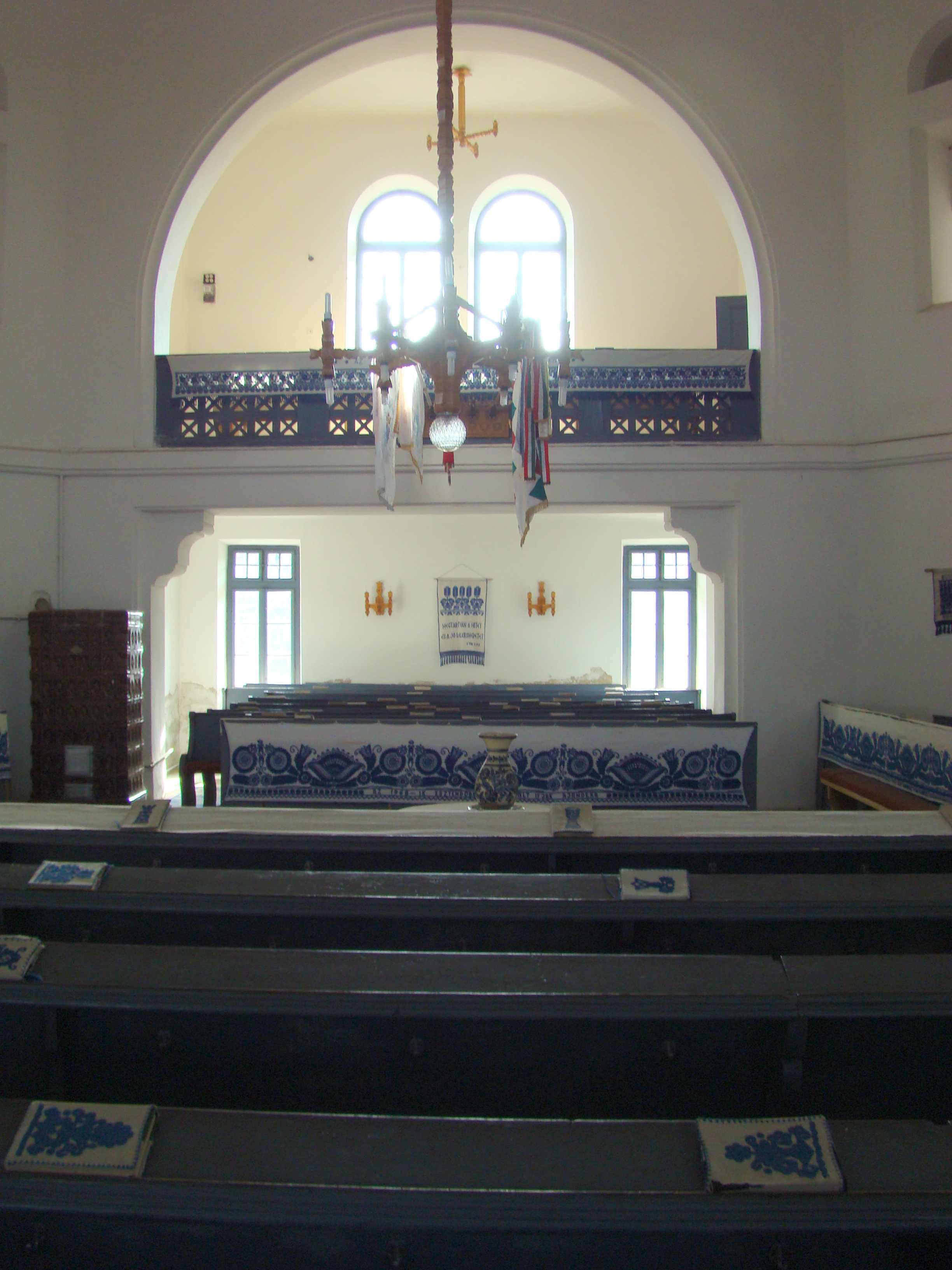
Interiorul navei

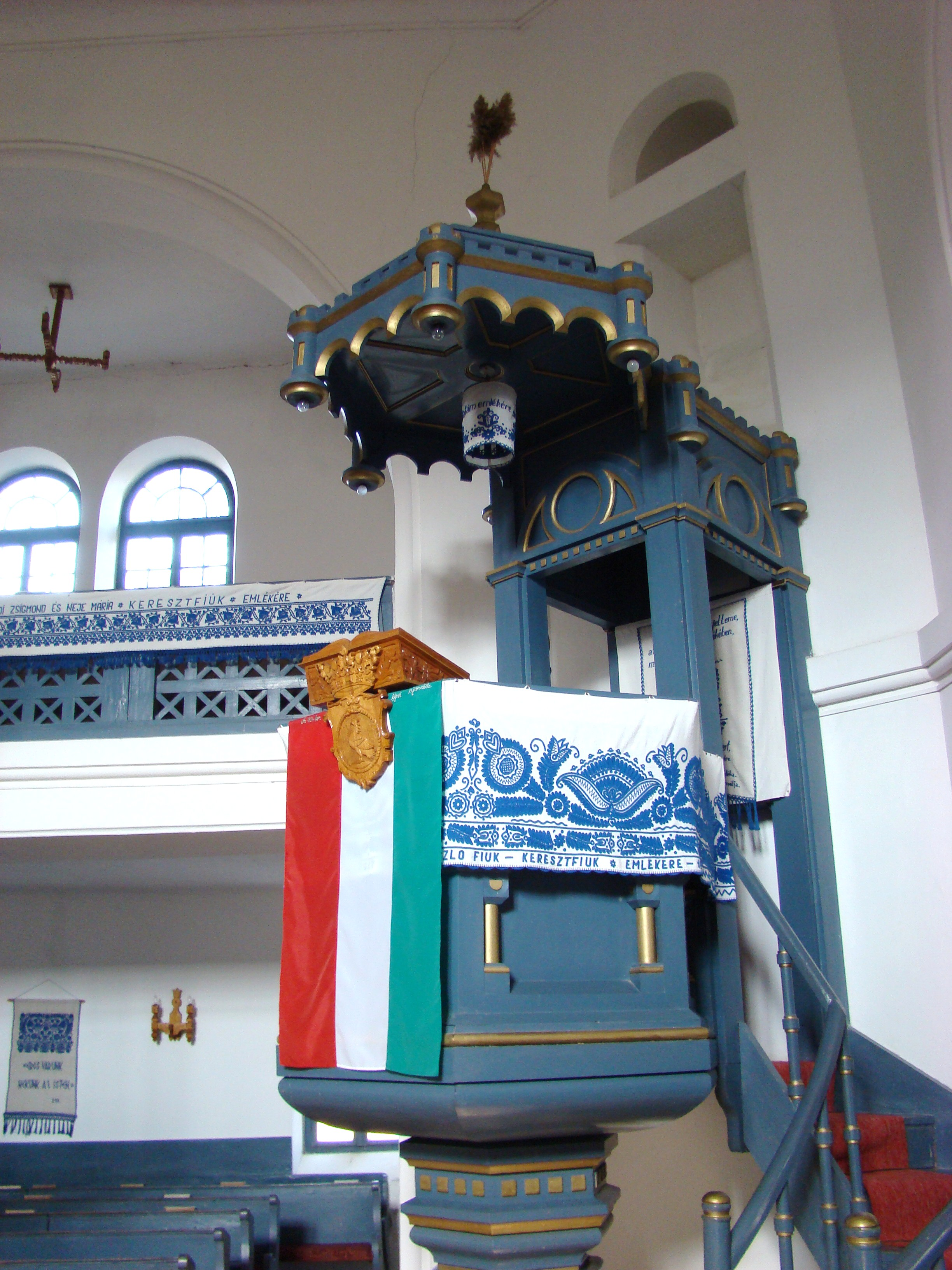
Amvonul

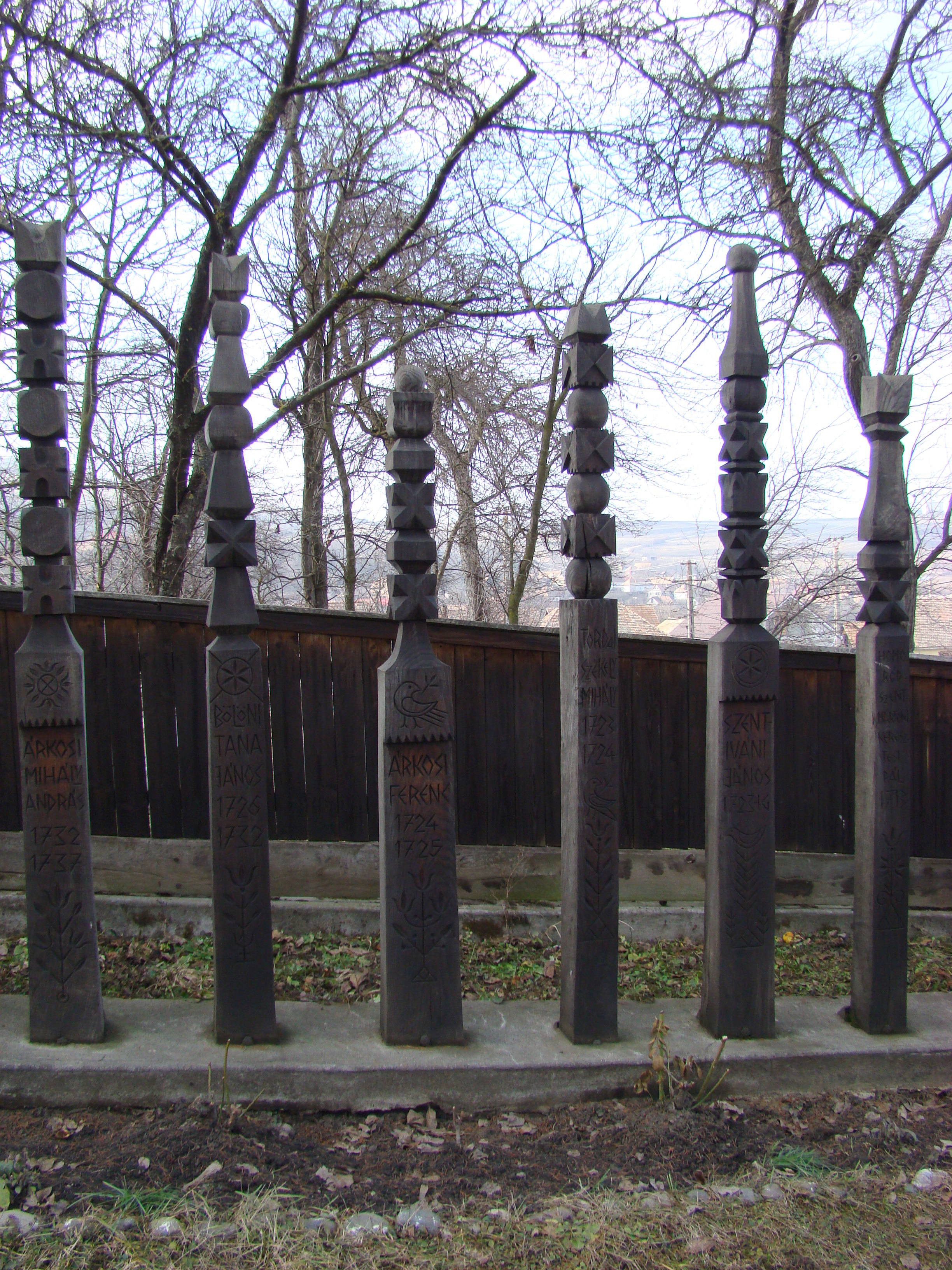
Stâlpi funerari ciopliți în lemn de sculptorul Bandi Dezső, originar din Deleni; pe fiecare stâlp e trecut numele unui preot care a slujit în biserica din Deleni

Biserica unitariană din Deleni, comuna Băgaciu, județul Mureș a fost construită în anul 1912, pe locul unei biserici mult mai vechi (care figurează încă pe lista monumentelor istorice deși a dispărut de peste 100 de ani). De la vechea biserică s-a păstrat o parte din fortificație, clopotnița de lemn, iar materialele rezultate în urma demolării au fost folosite la ridicarea actualei biserici.

## Istoric și trăsături
Biserica a fost construită în anul 1912 pe locul vechii biserici evanghelice, care a fost demolată, refolosindu-se o parte din materialele de construcție. Biserica impozantă nu a păstrat arhitectura veche, cu navă principală, ci are forma unui cerc, centrul fiind amvonul.  Materialele de construcție folosite sunt piatra, cărămida și lemnul, iar pentru acoperiș țigla. A fost realizată după planurile arhitectului Pataki Lajos. Ulterior au avut loc reparații majore în anii 1936 și 1957.  Din patrimoniul bisericii vechi s-a mai păstrat și un potir cu o vechime de 400 de ani.
Clopotnița este cea a vechii biserici, construită din lemn de stejar fără a fi folosit nici un cui sau clemă din fier. A fost ridicată în anul 1699 de dulgherii Domokos Gyorgy și Szabo Mihaly.  Se afirmă că ar fi cea mai mare clopotniță separată de lemn din țară. Fundația de piatră a fost înlocuită cu beton în anul 1912.

## Imagini din exterior

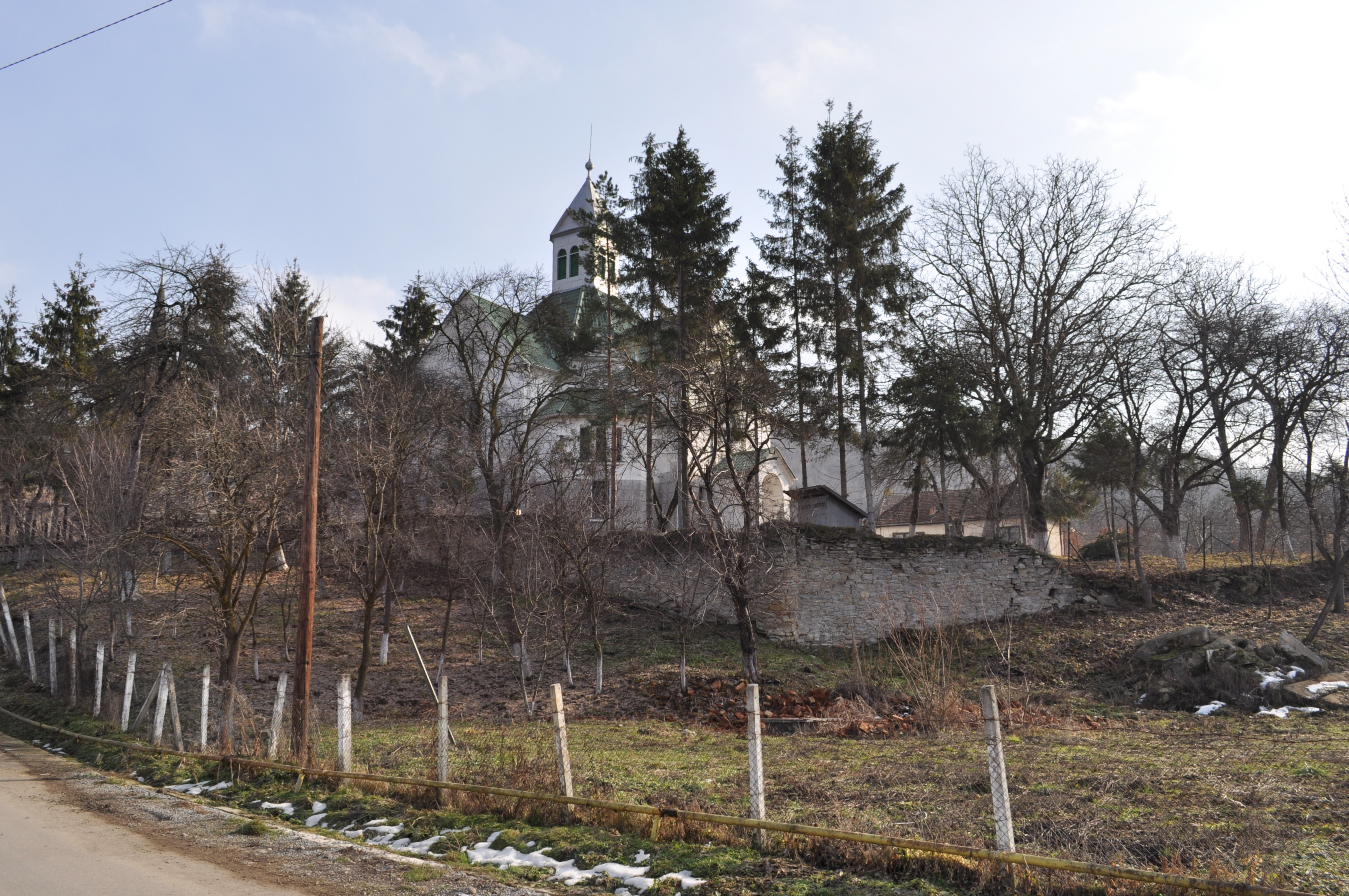
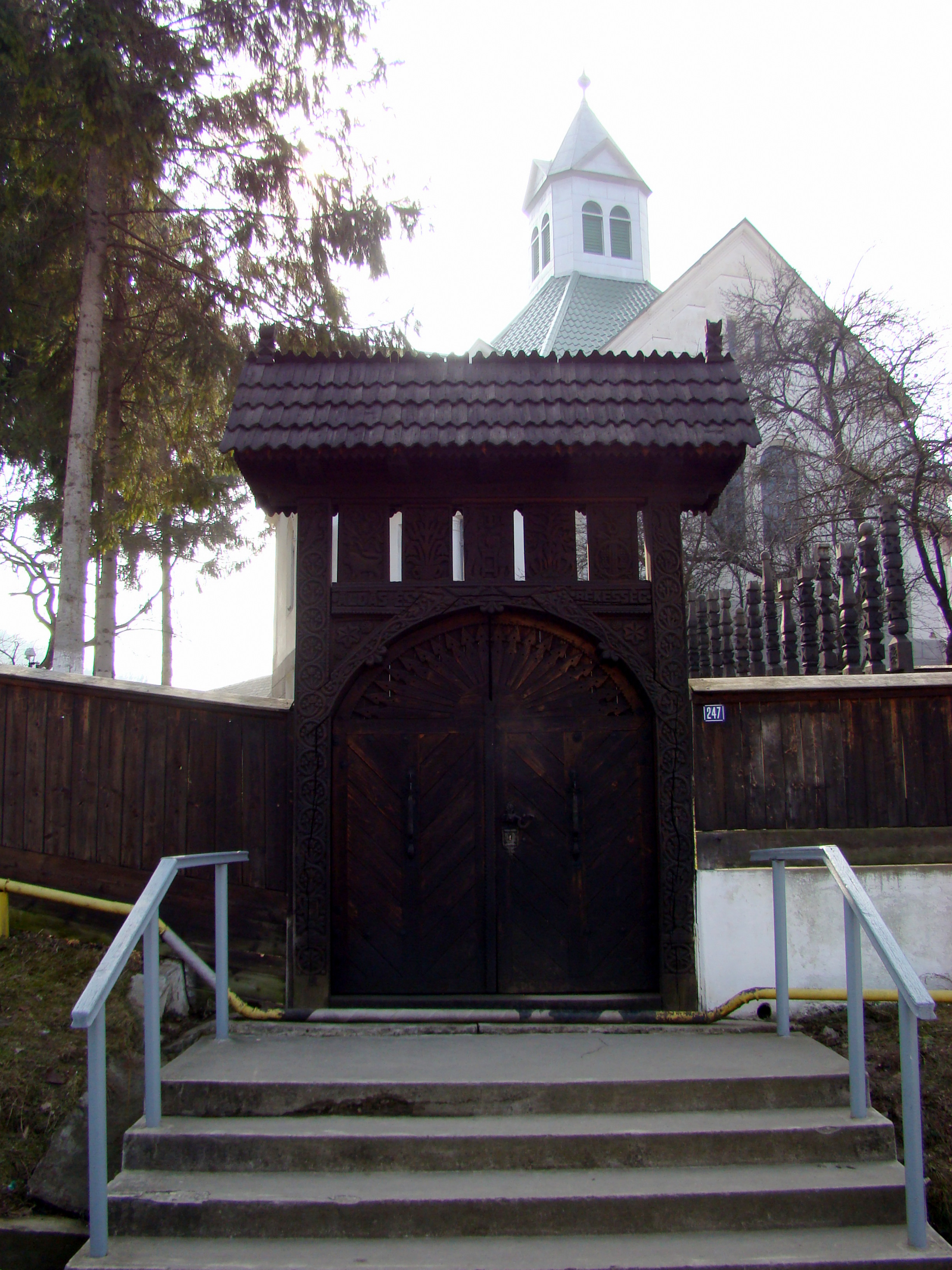
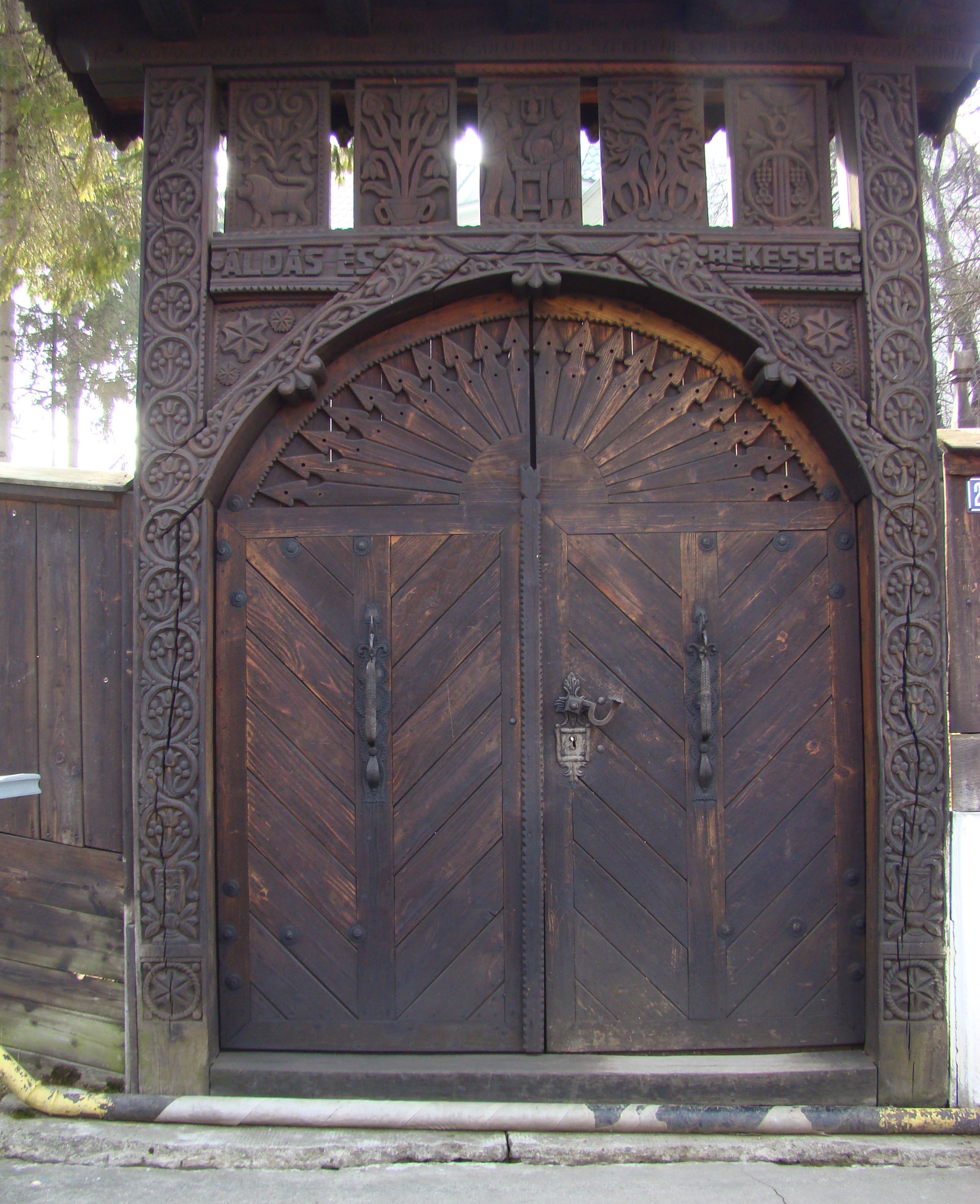
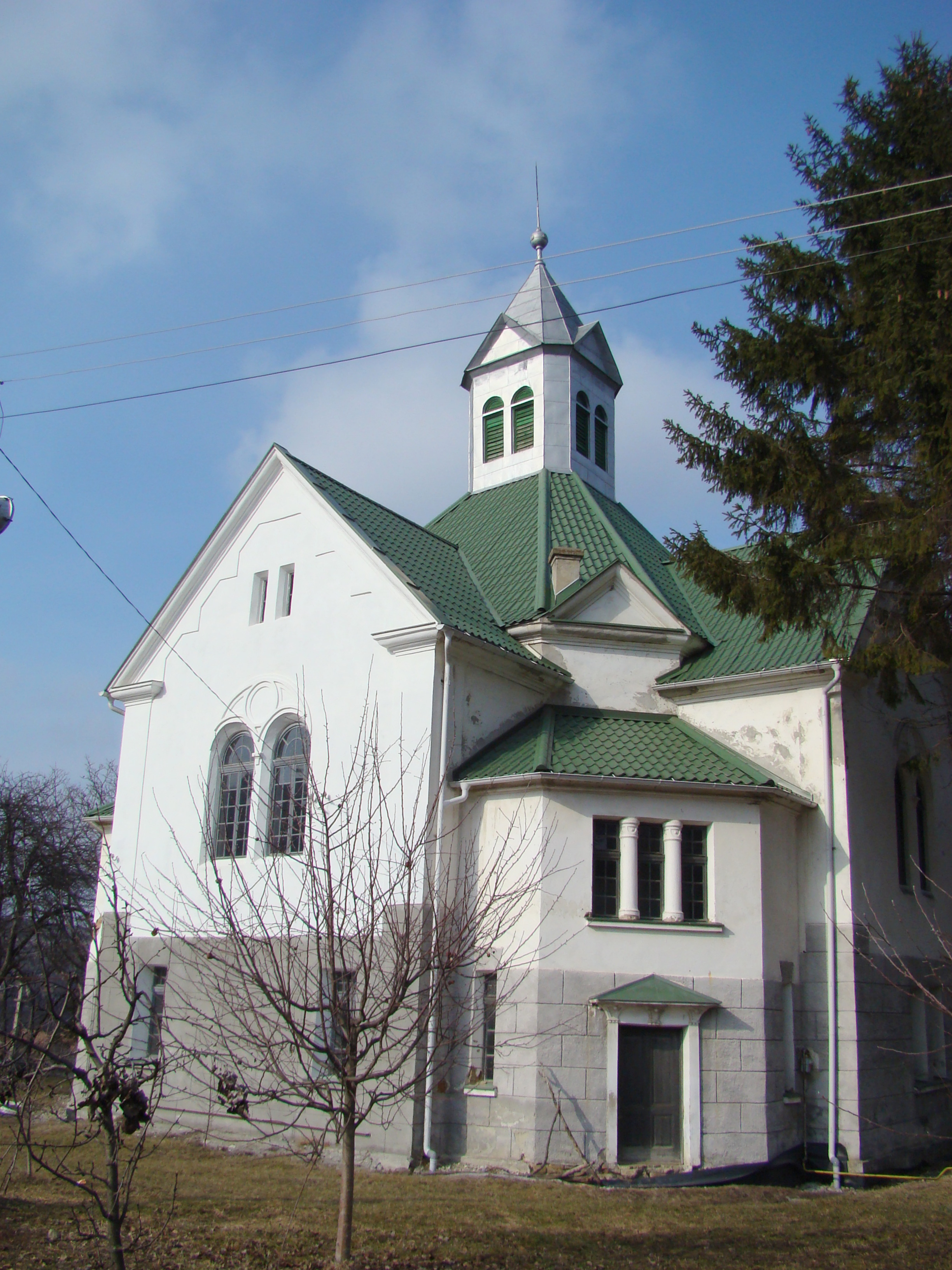
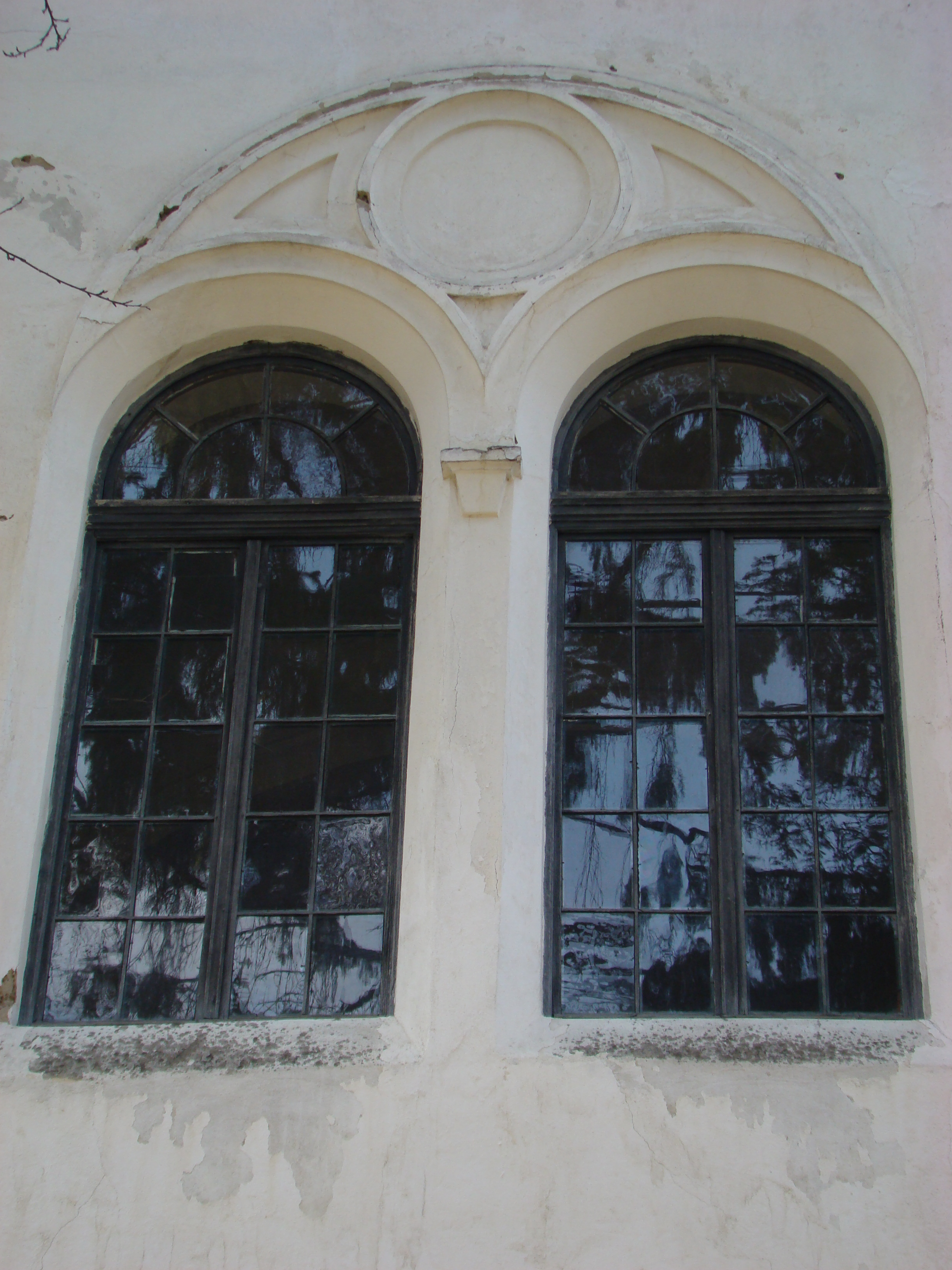
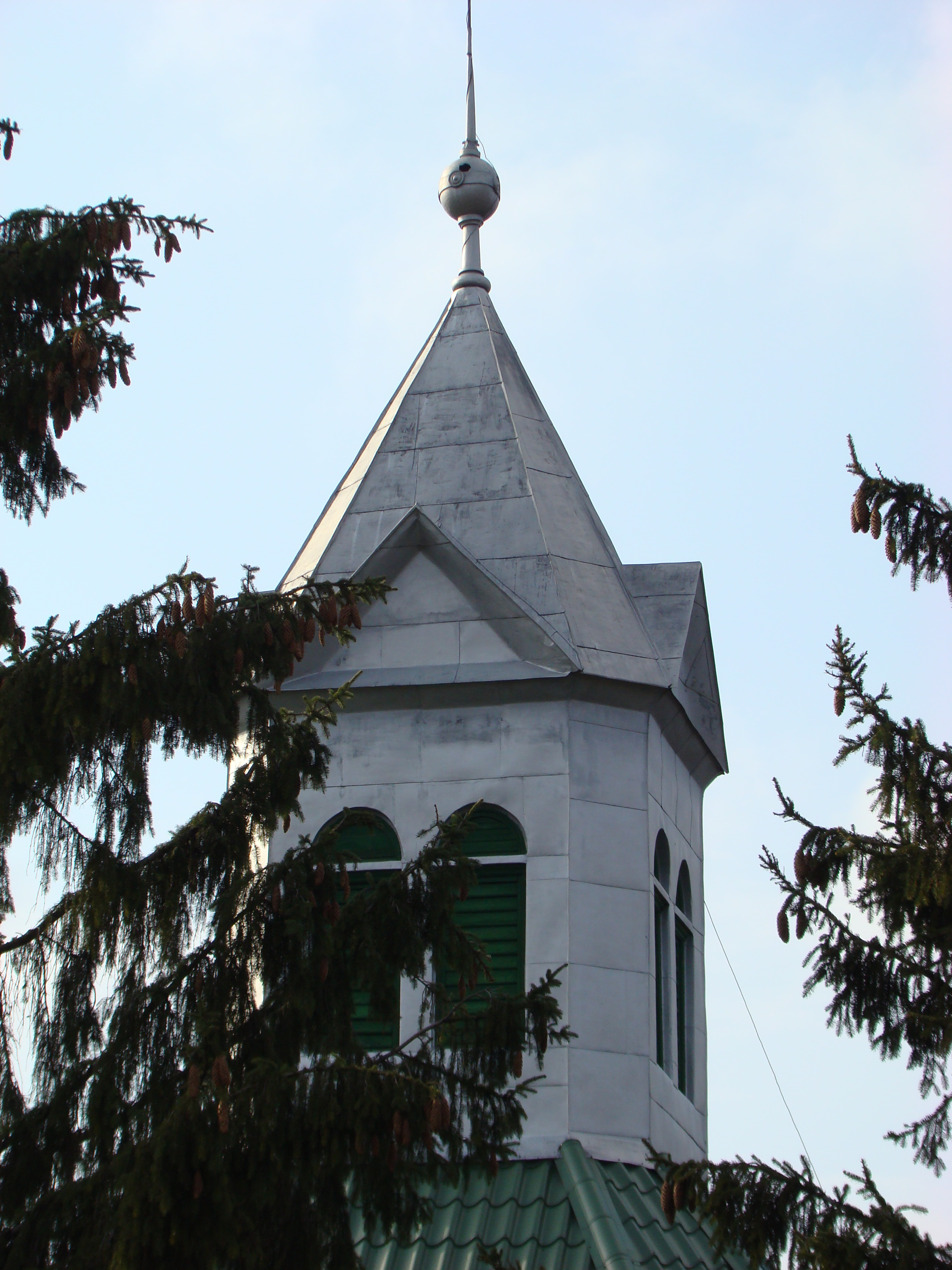
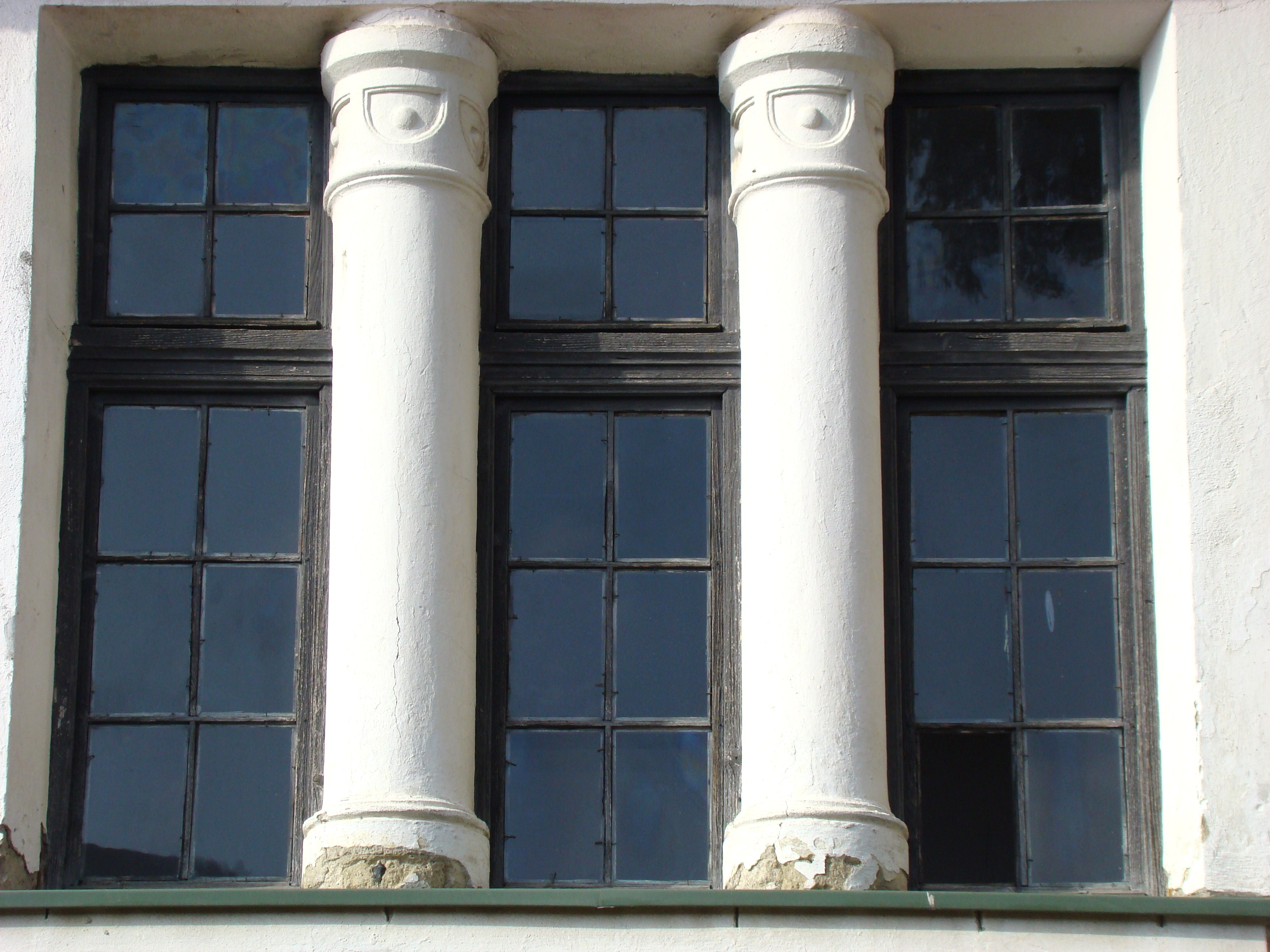
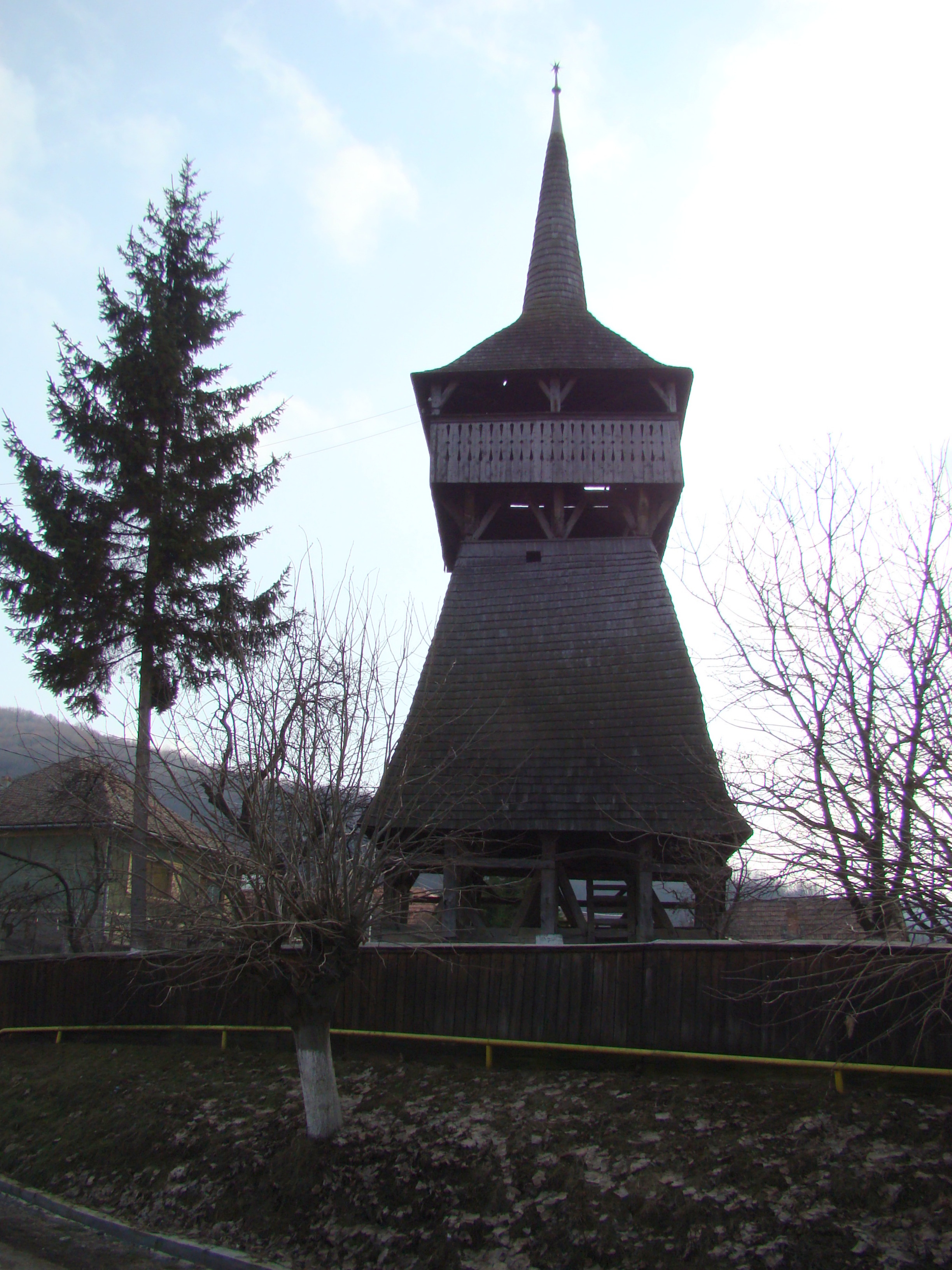
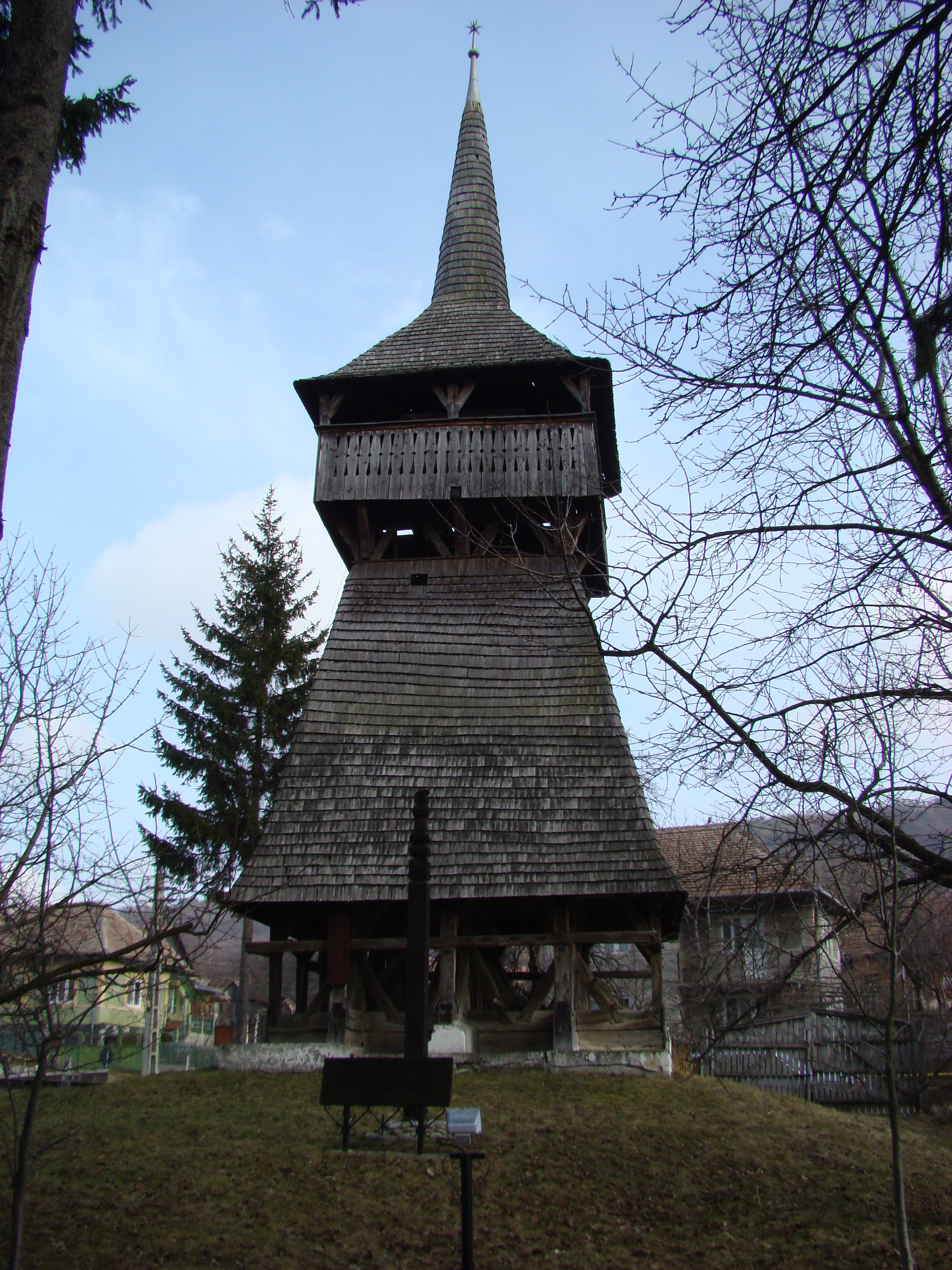
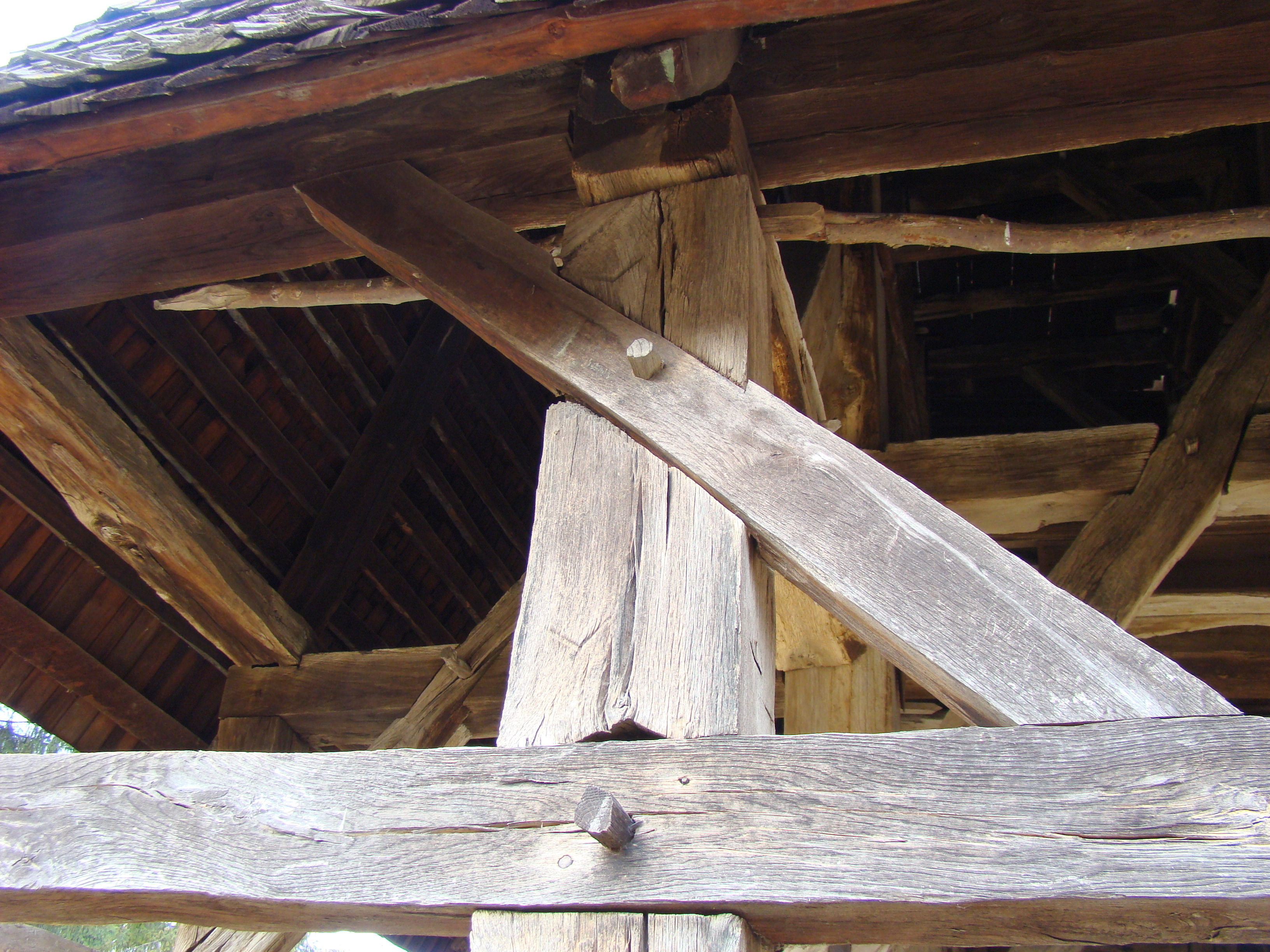
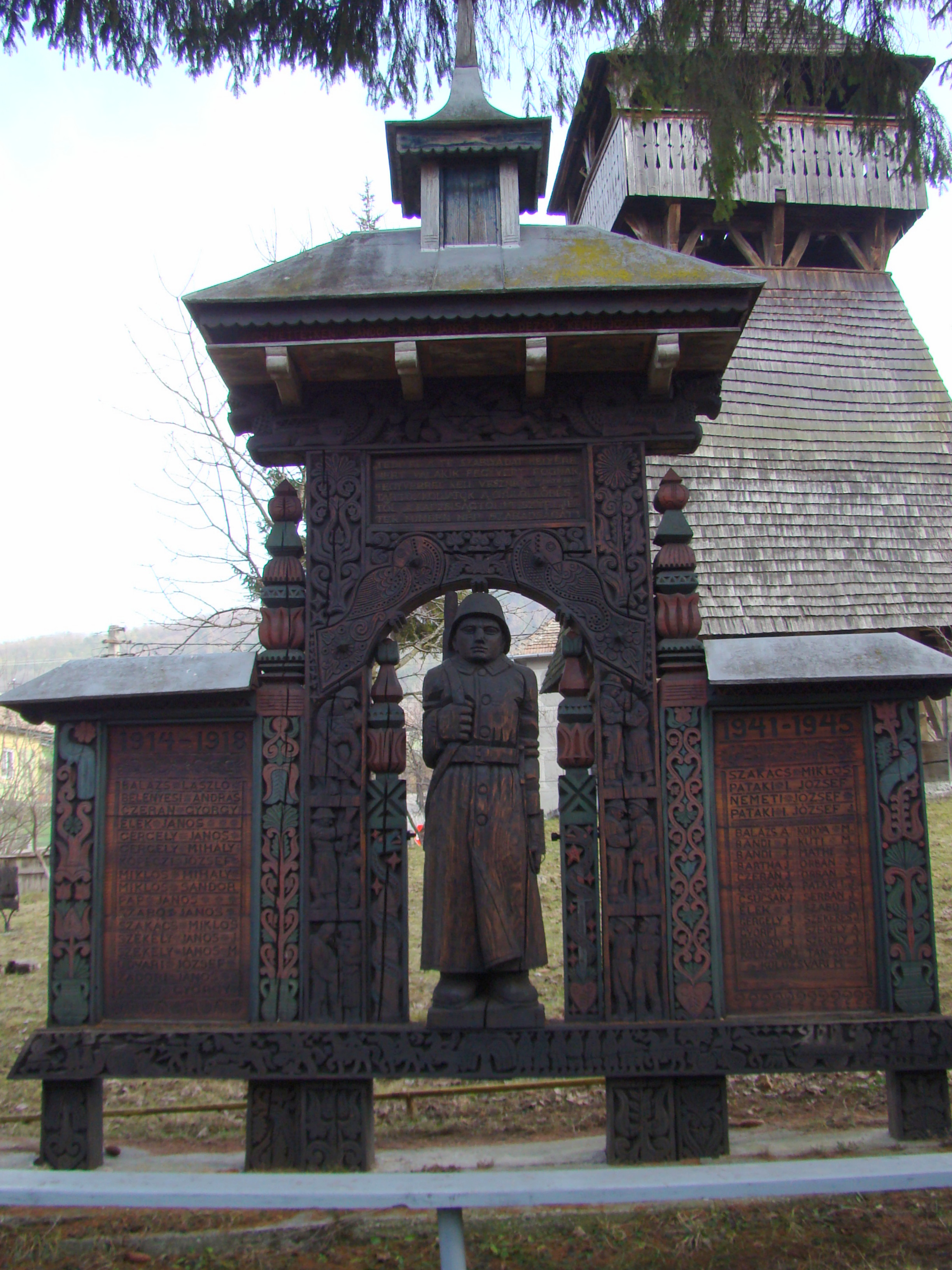
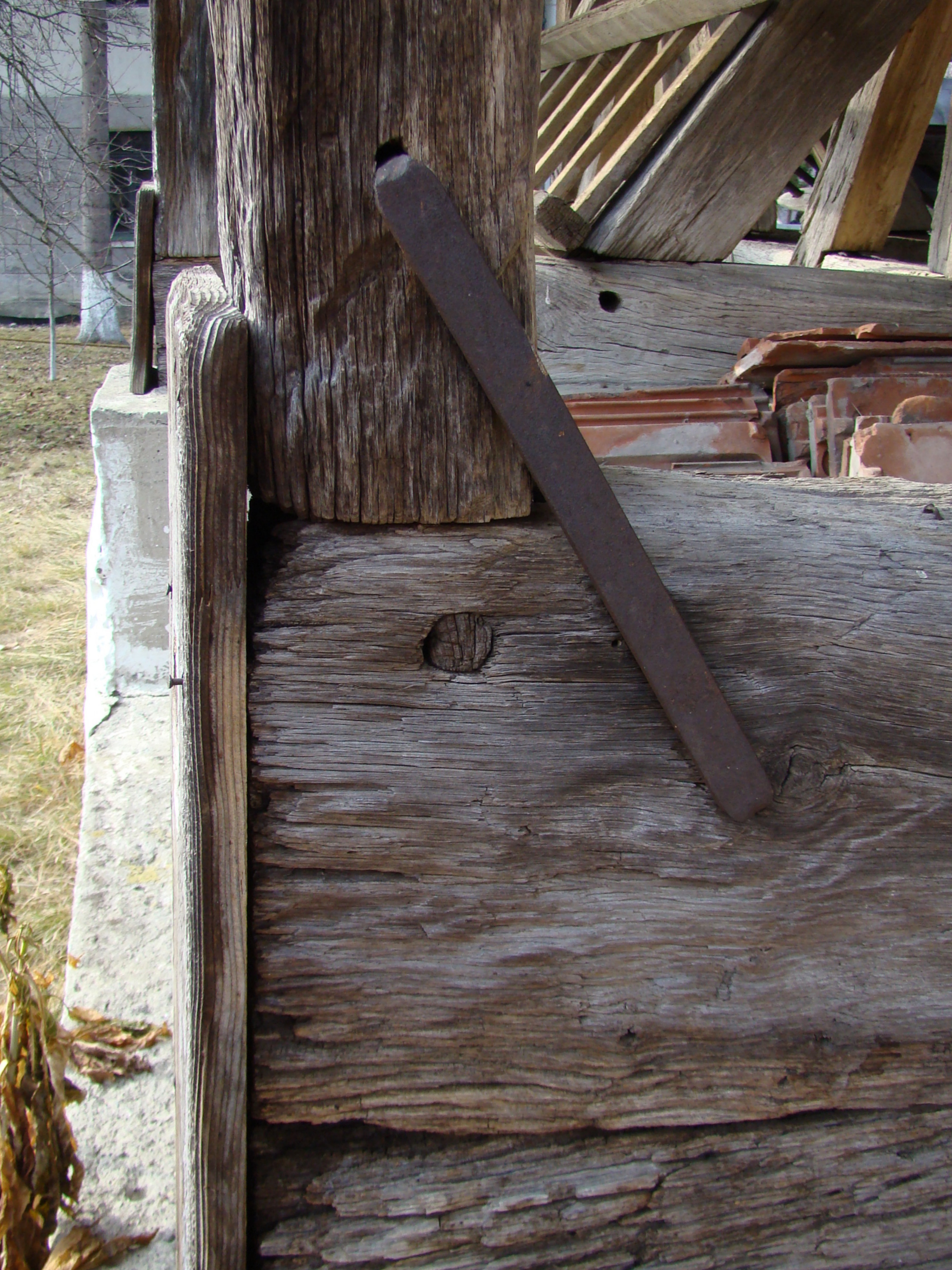
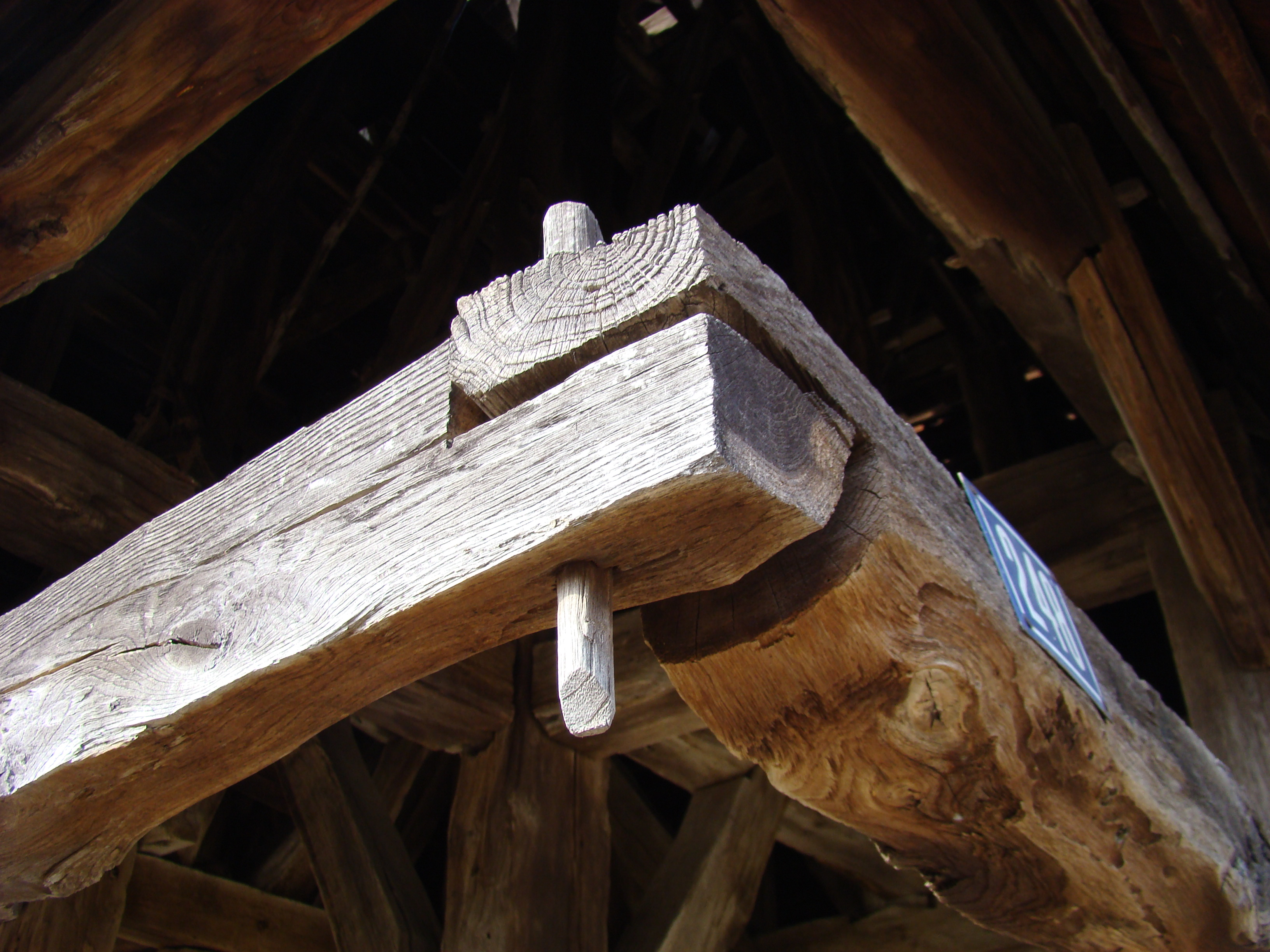
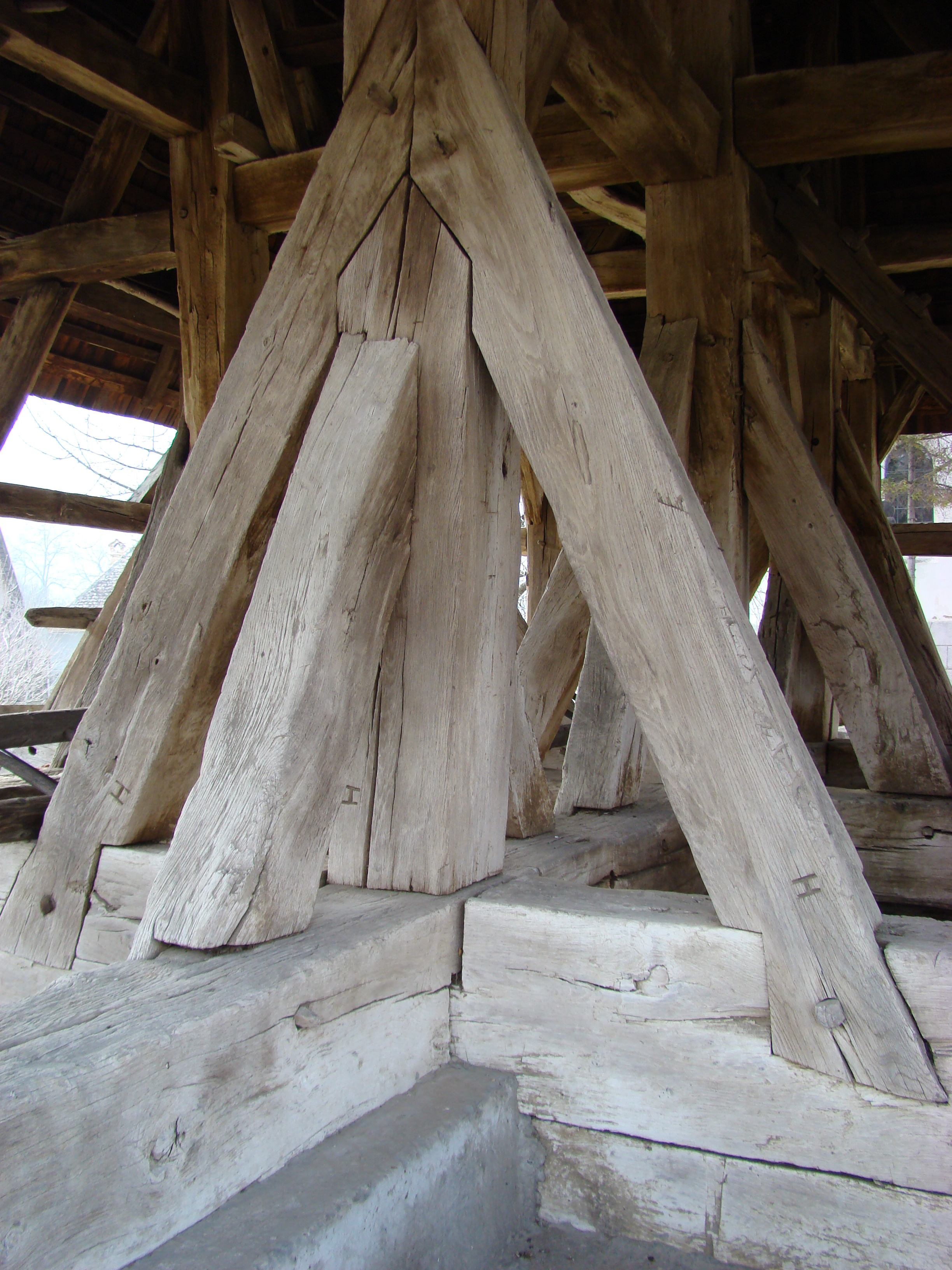
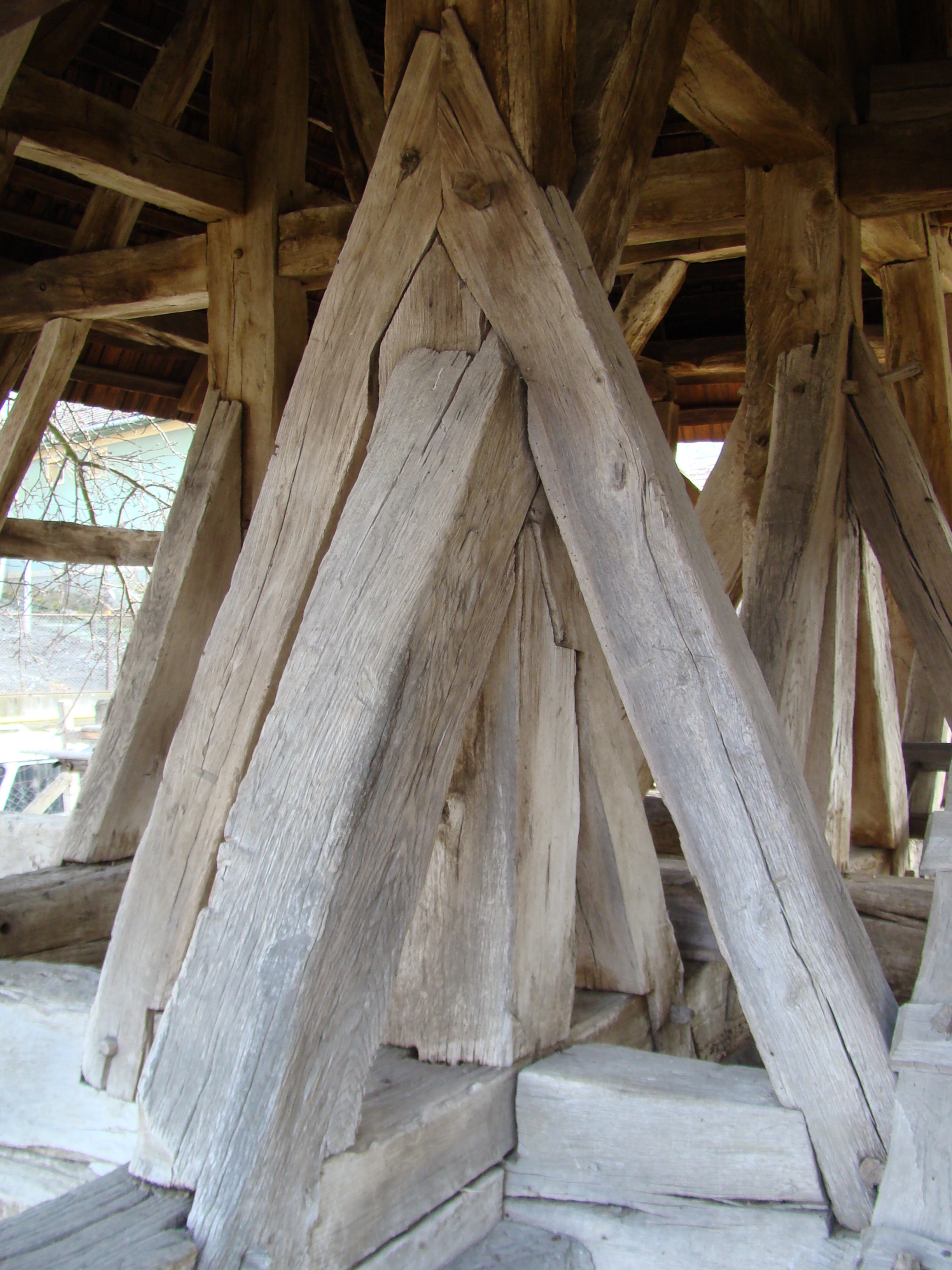
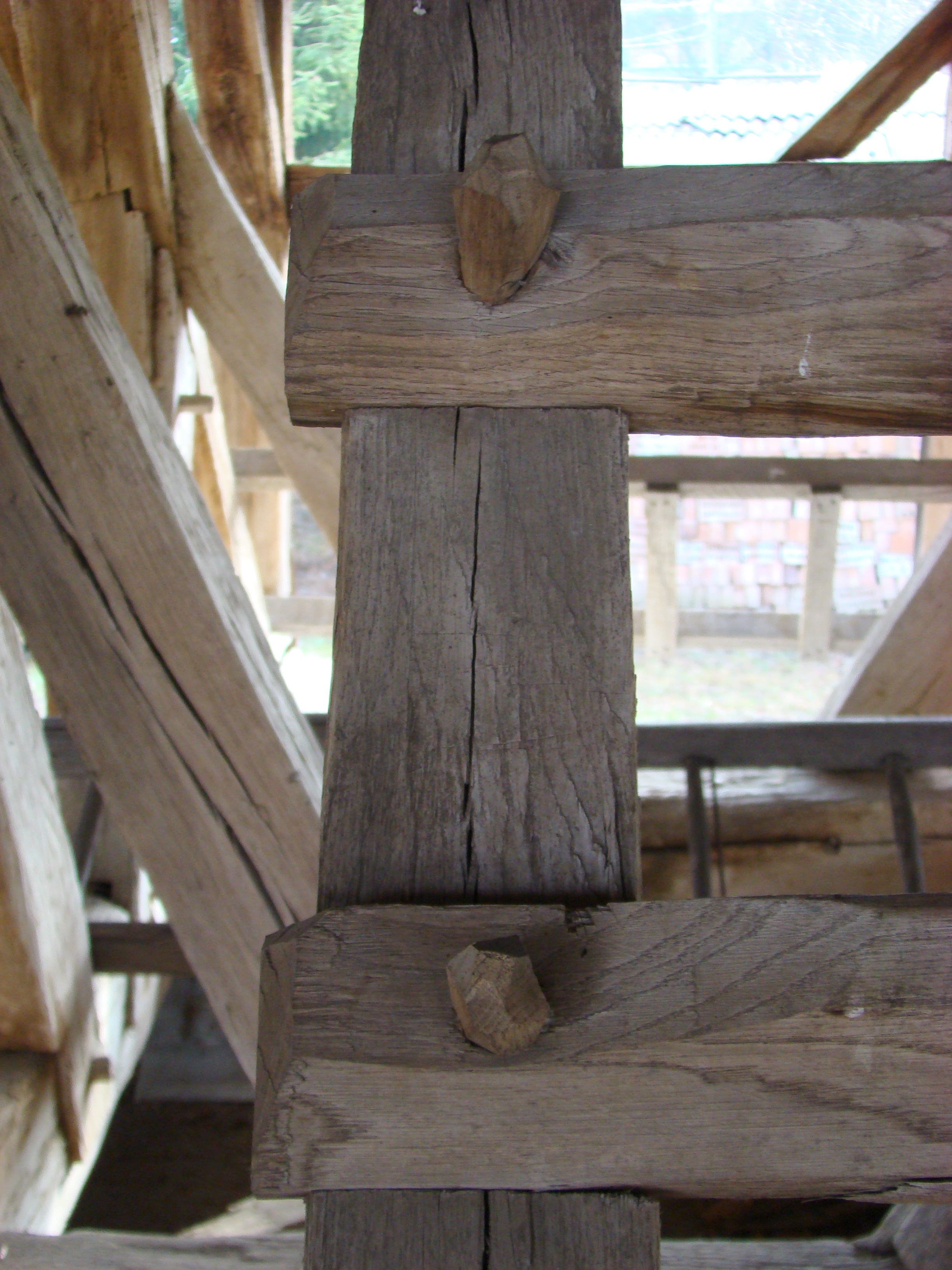
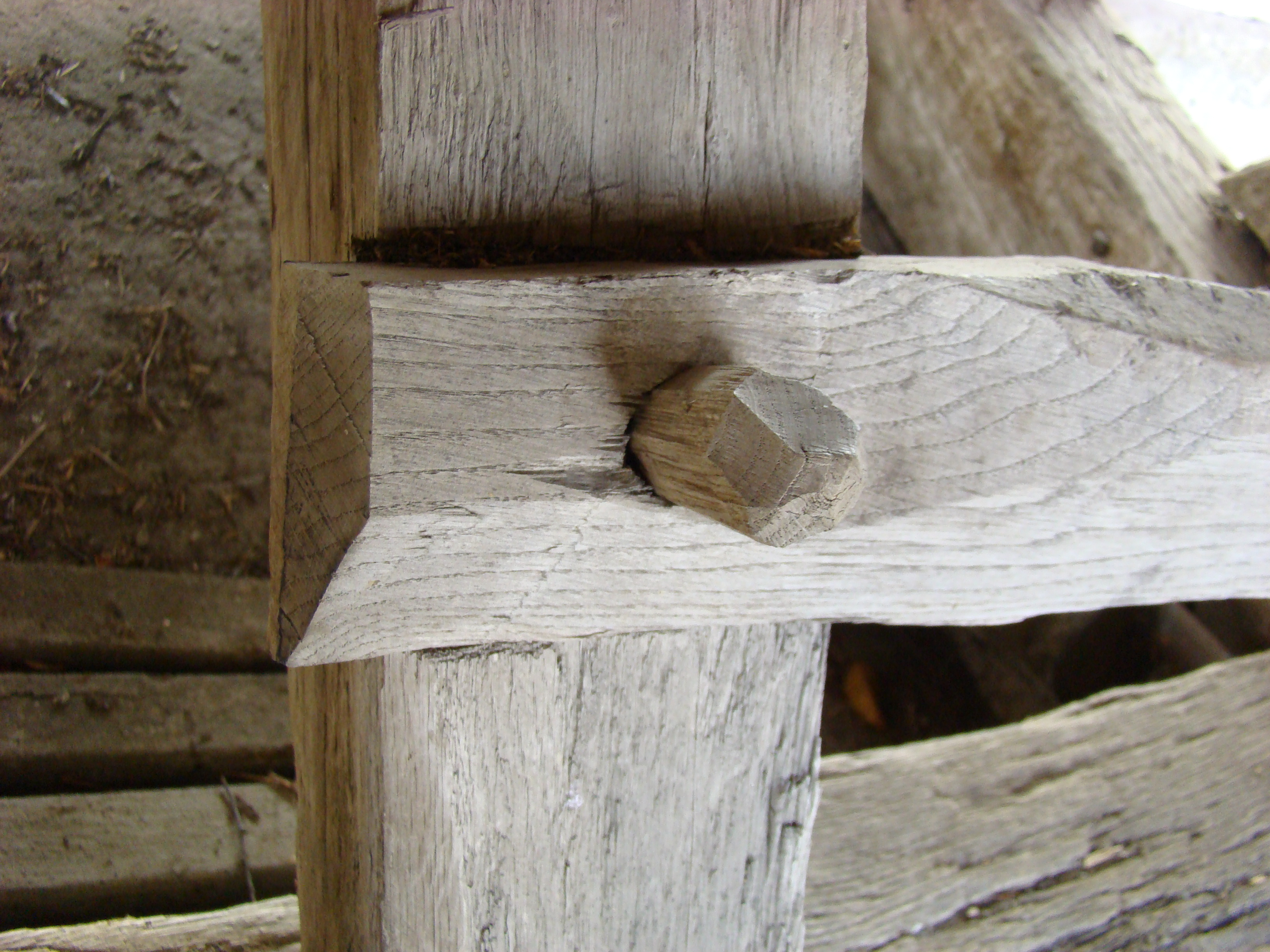
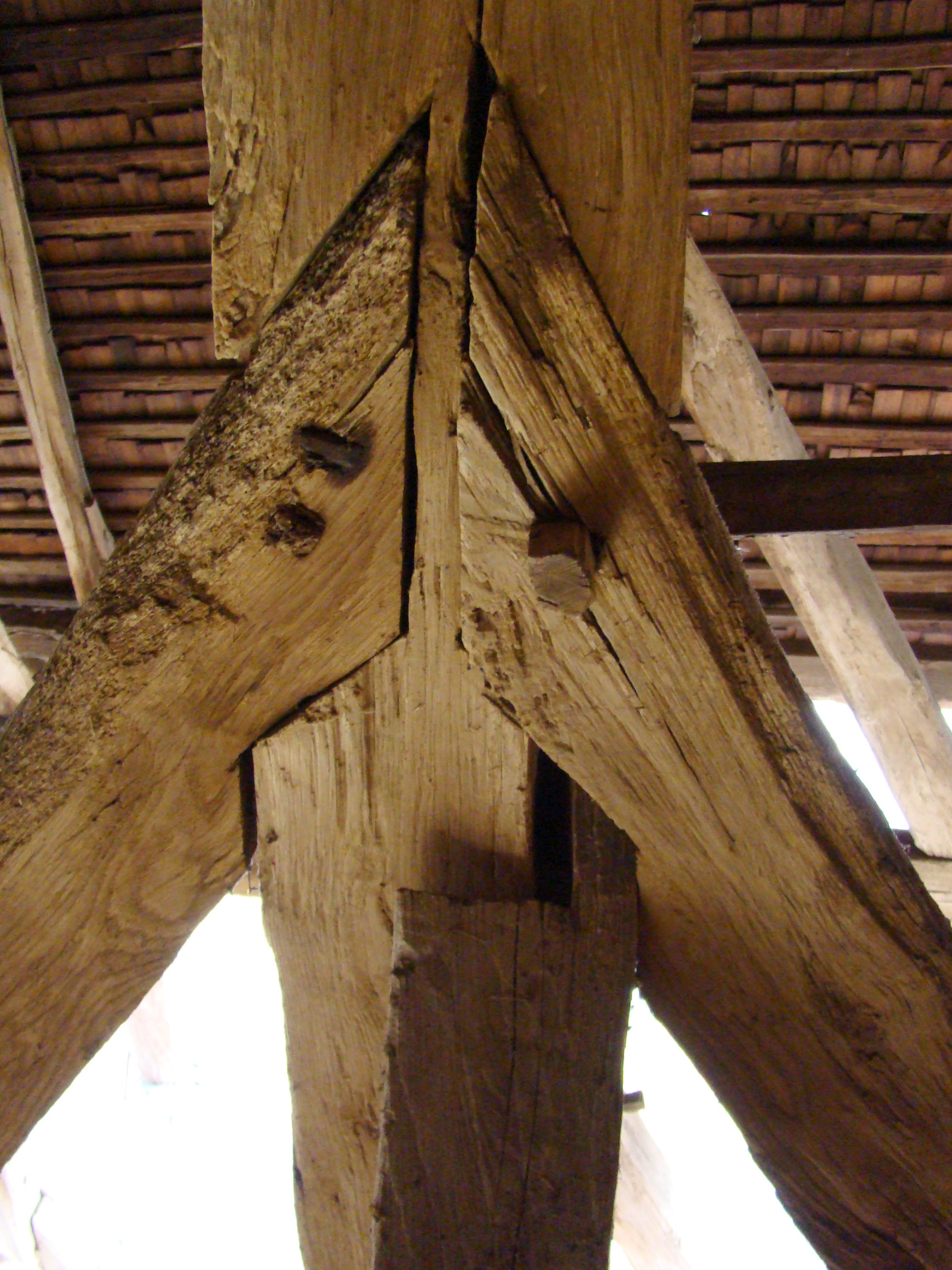
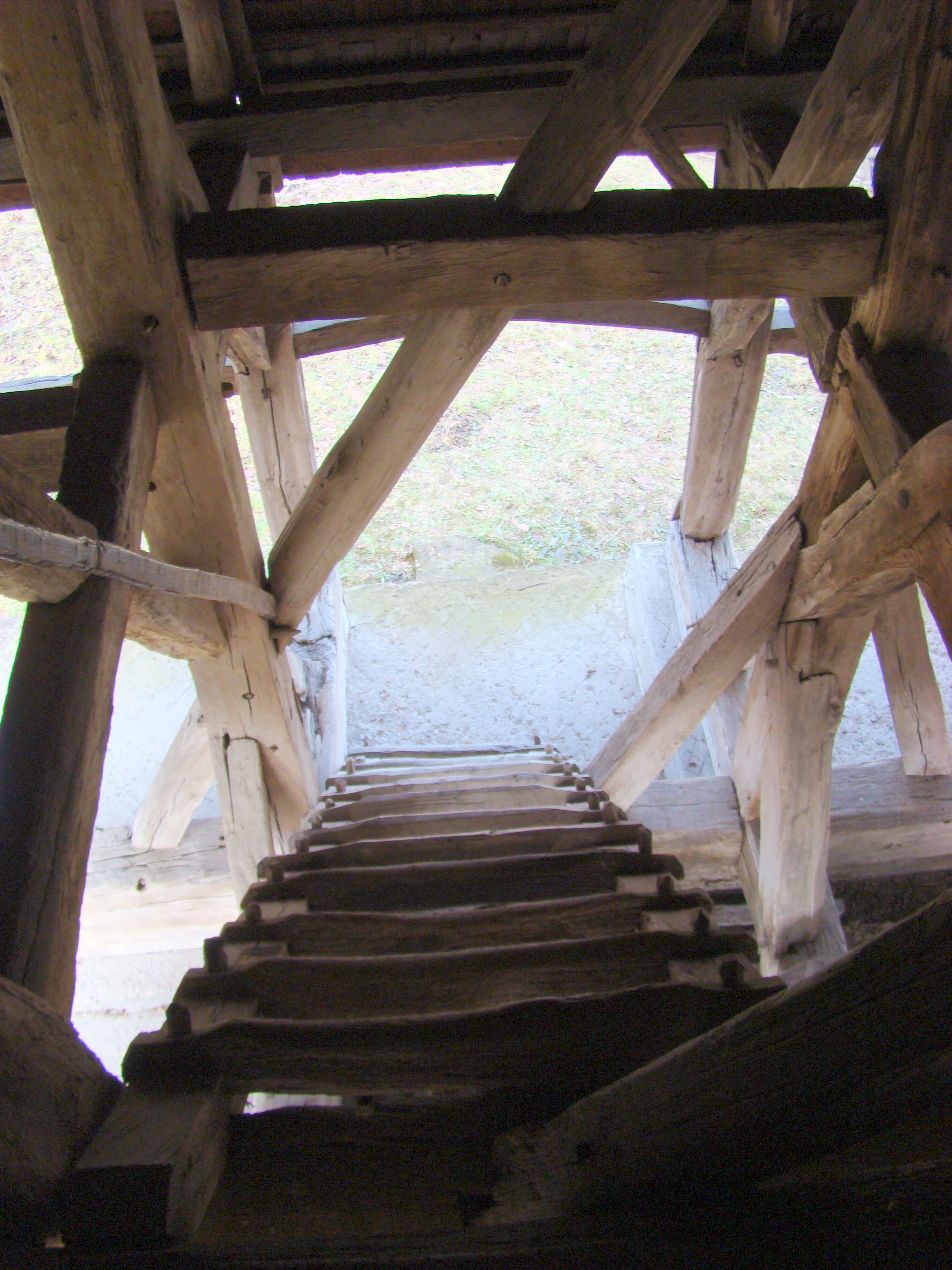
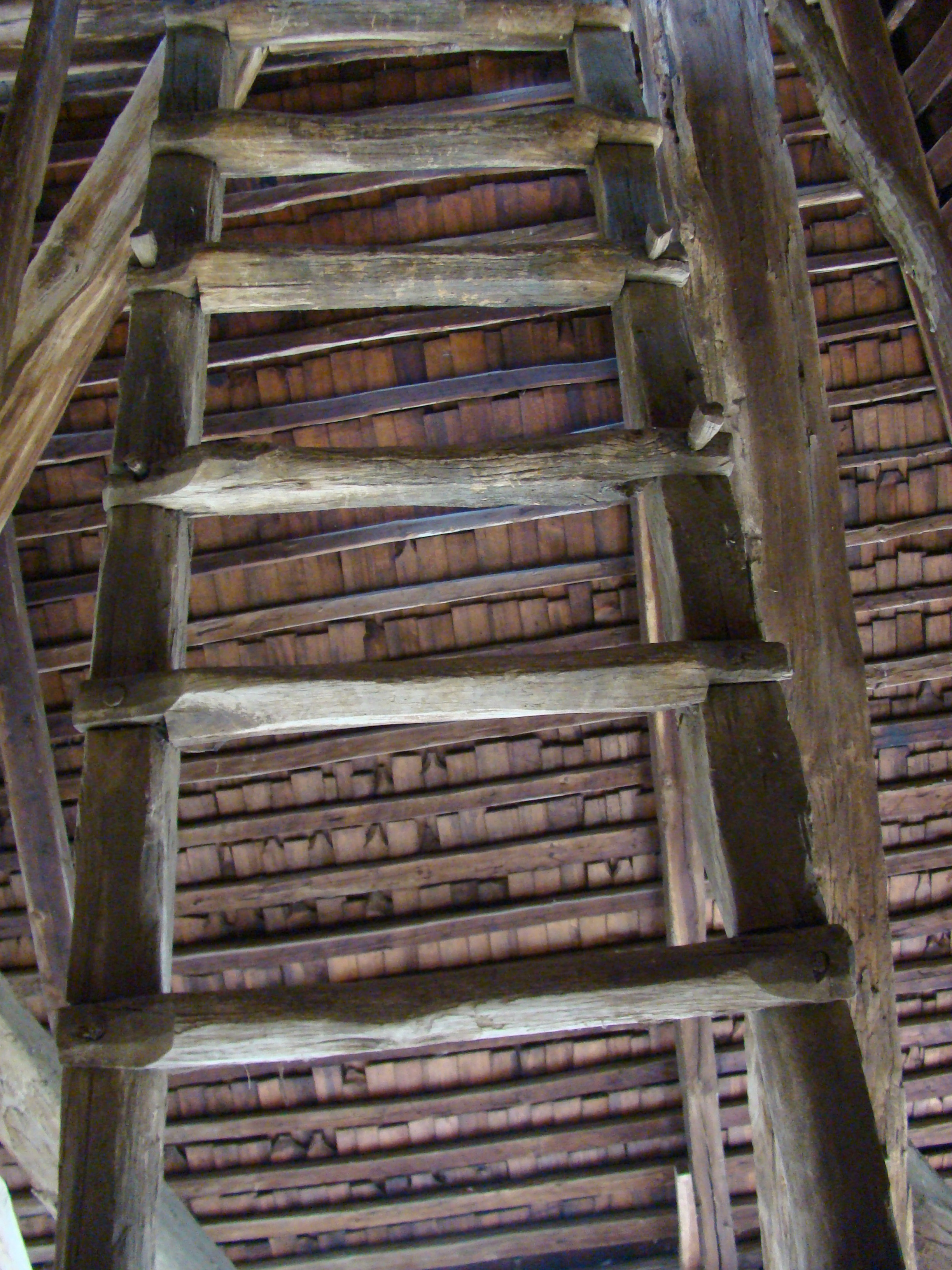
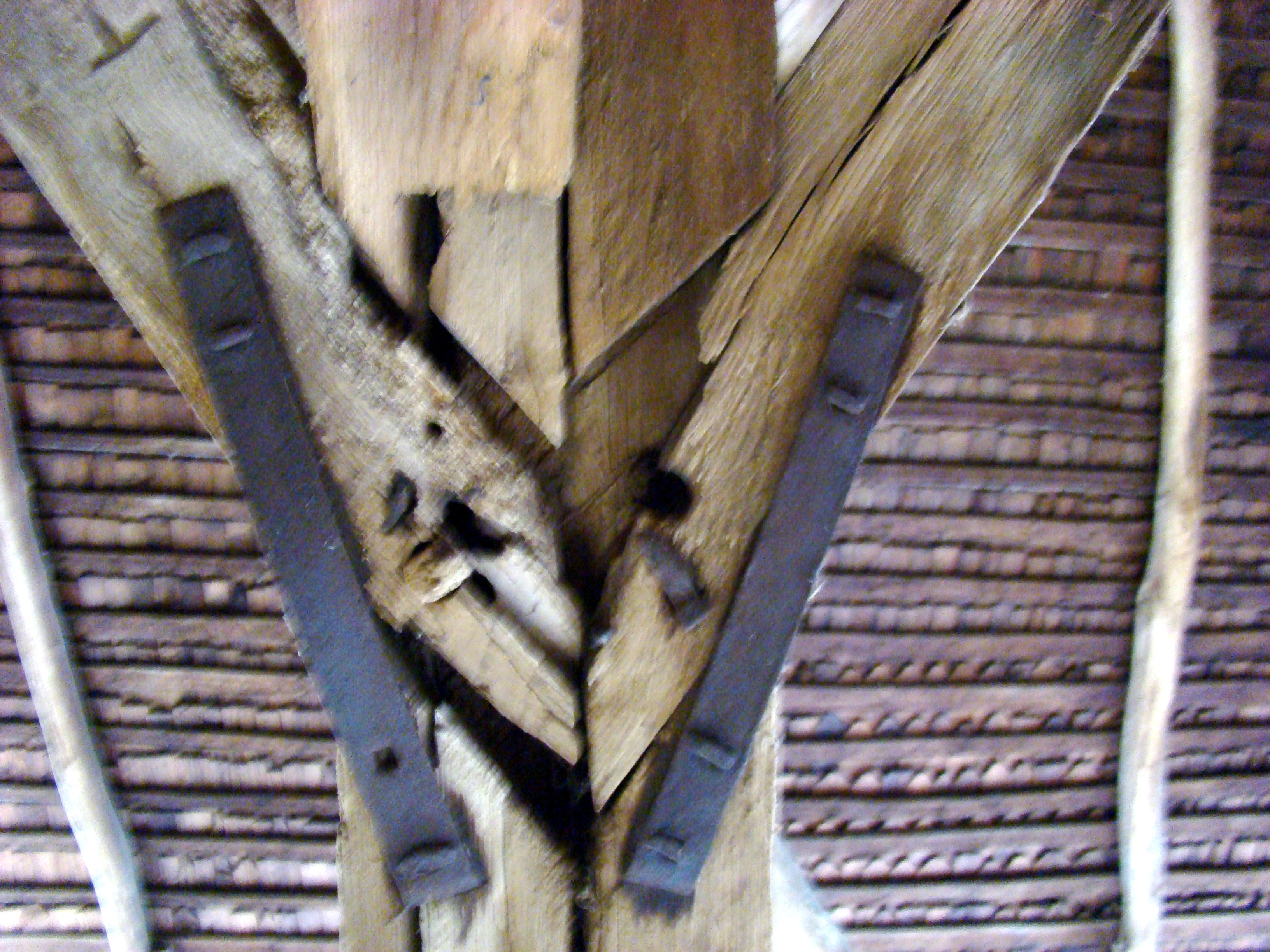
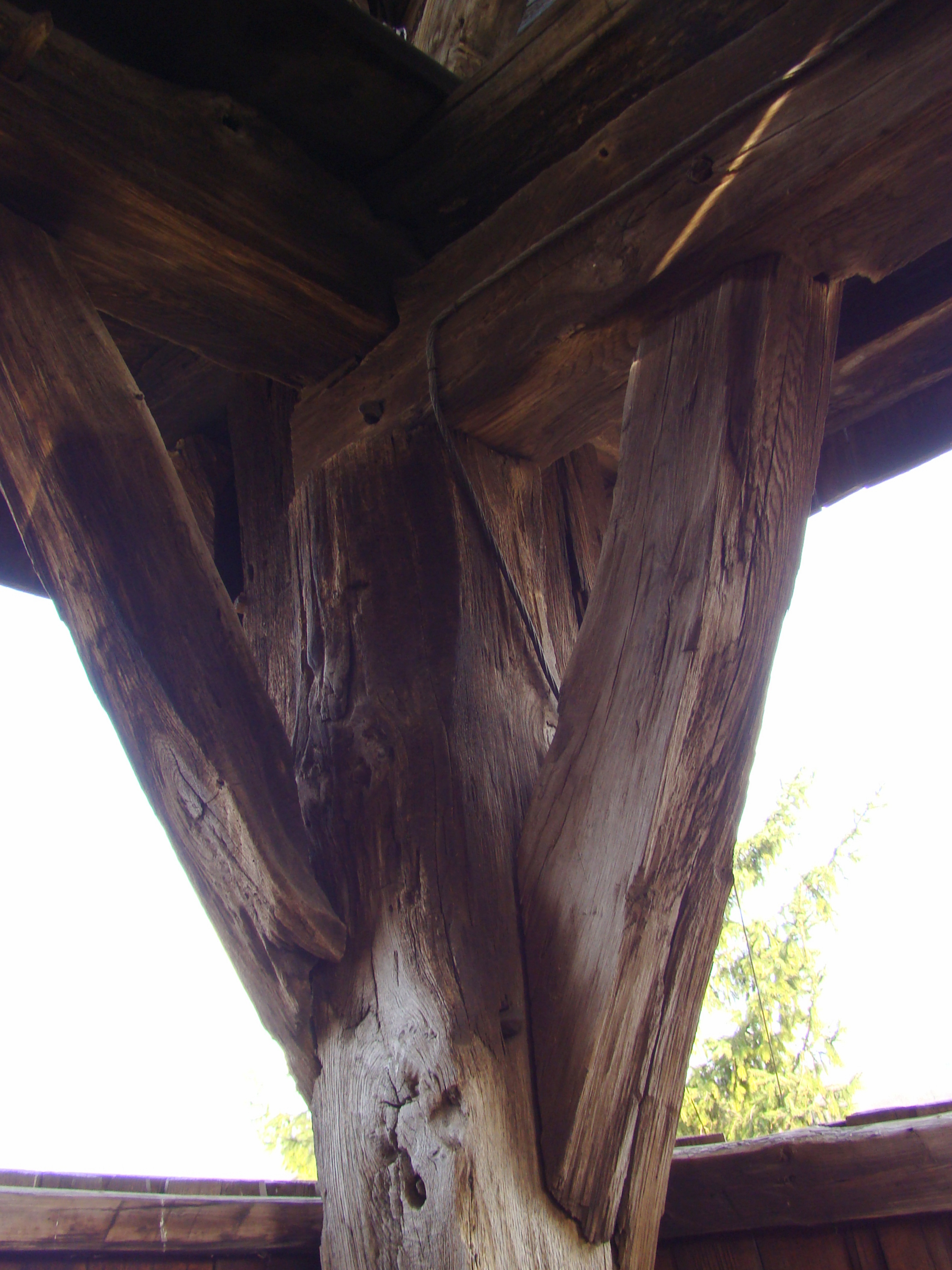
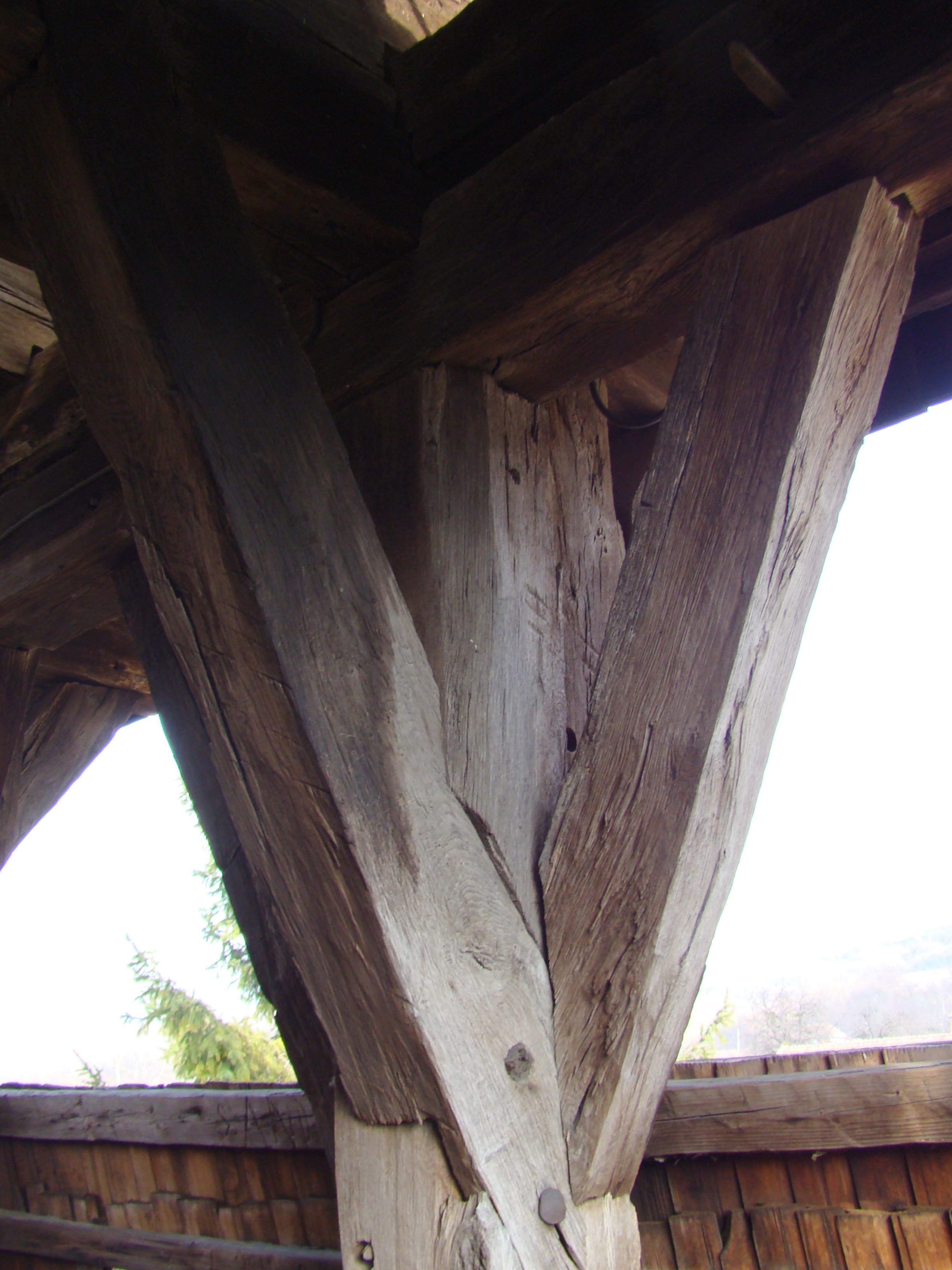
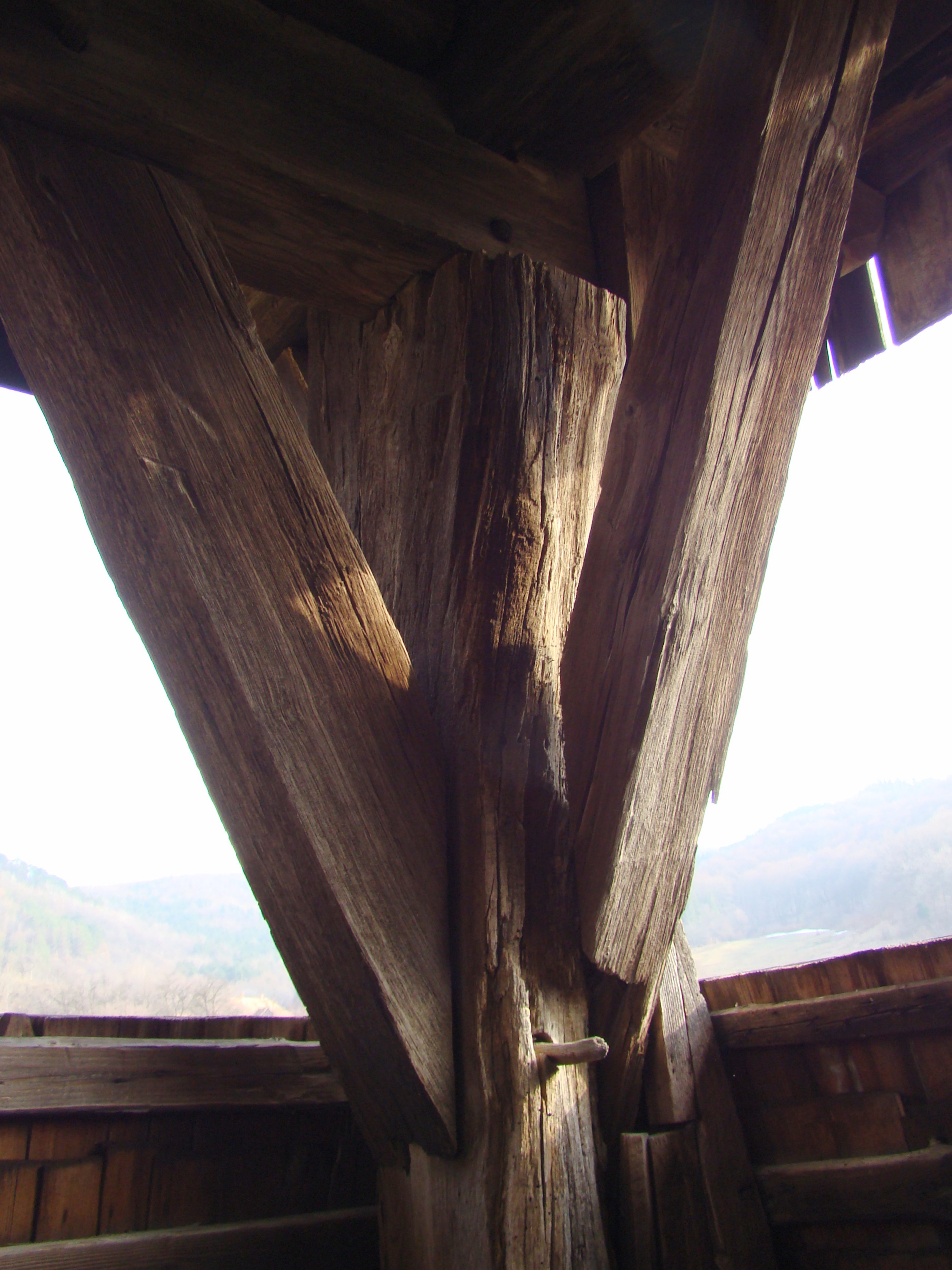
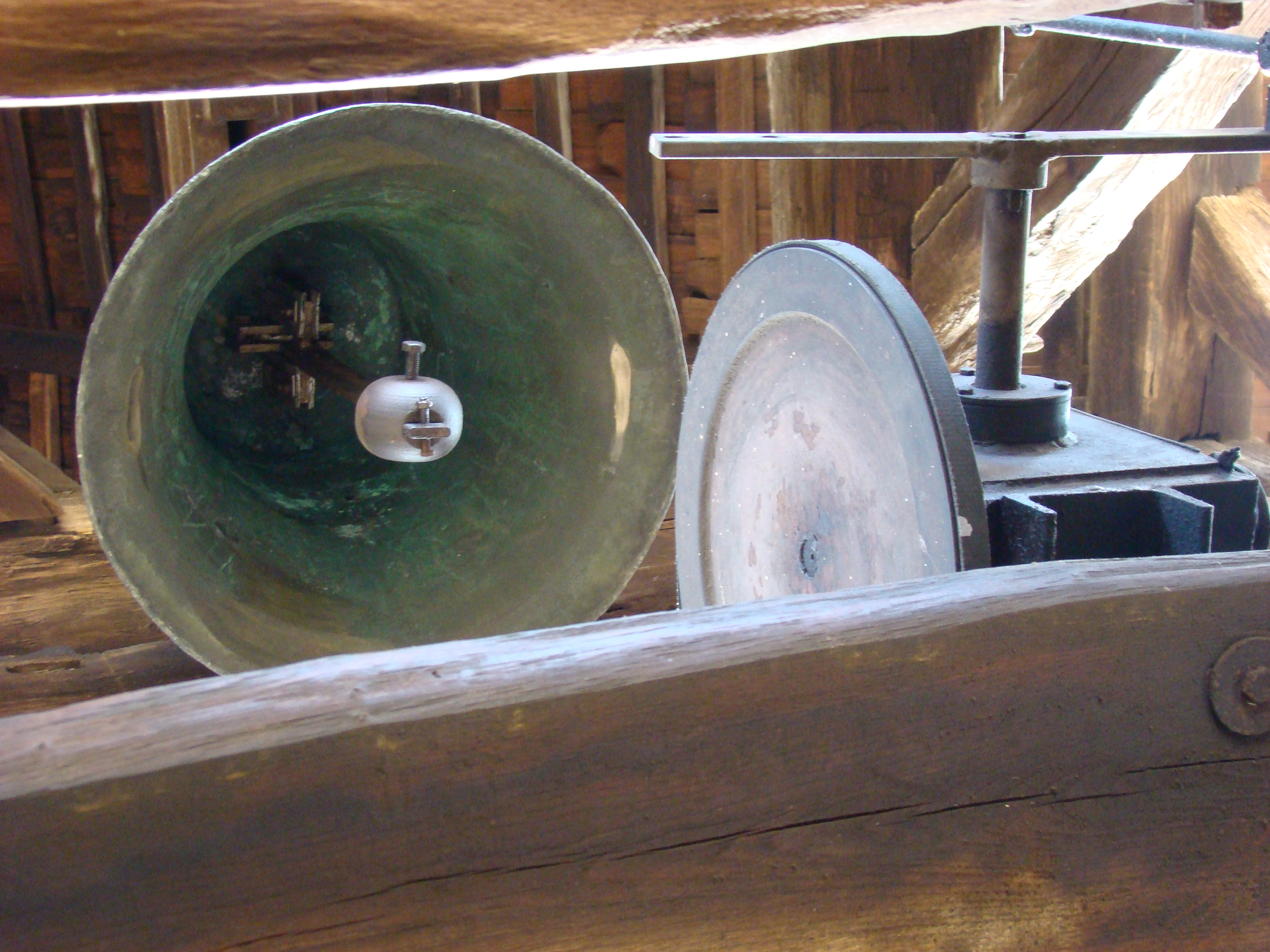
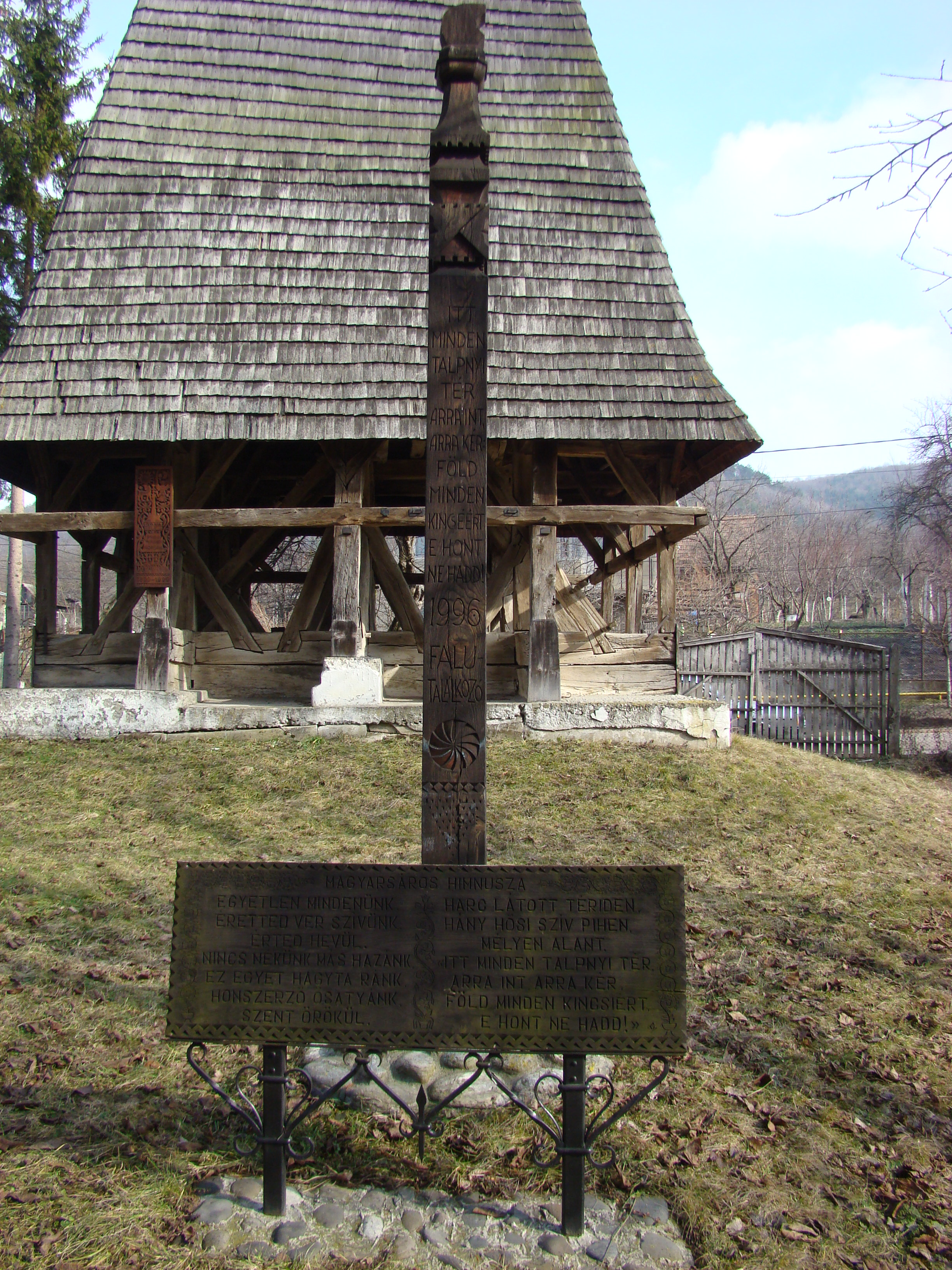
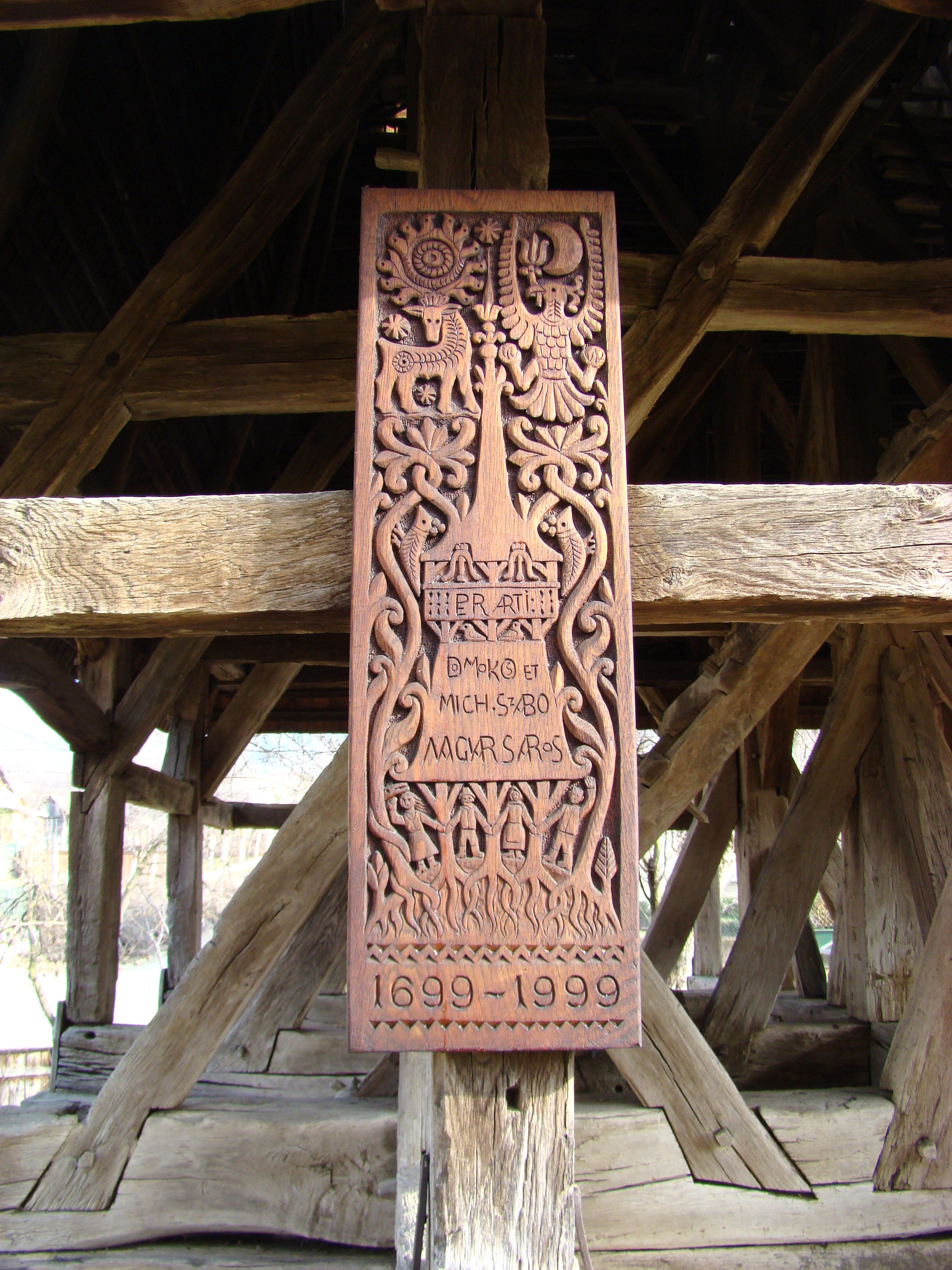
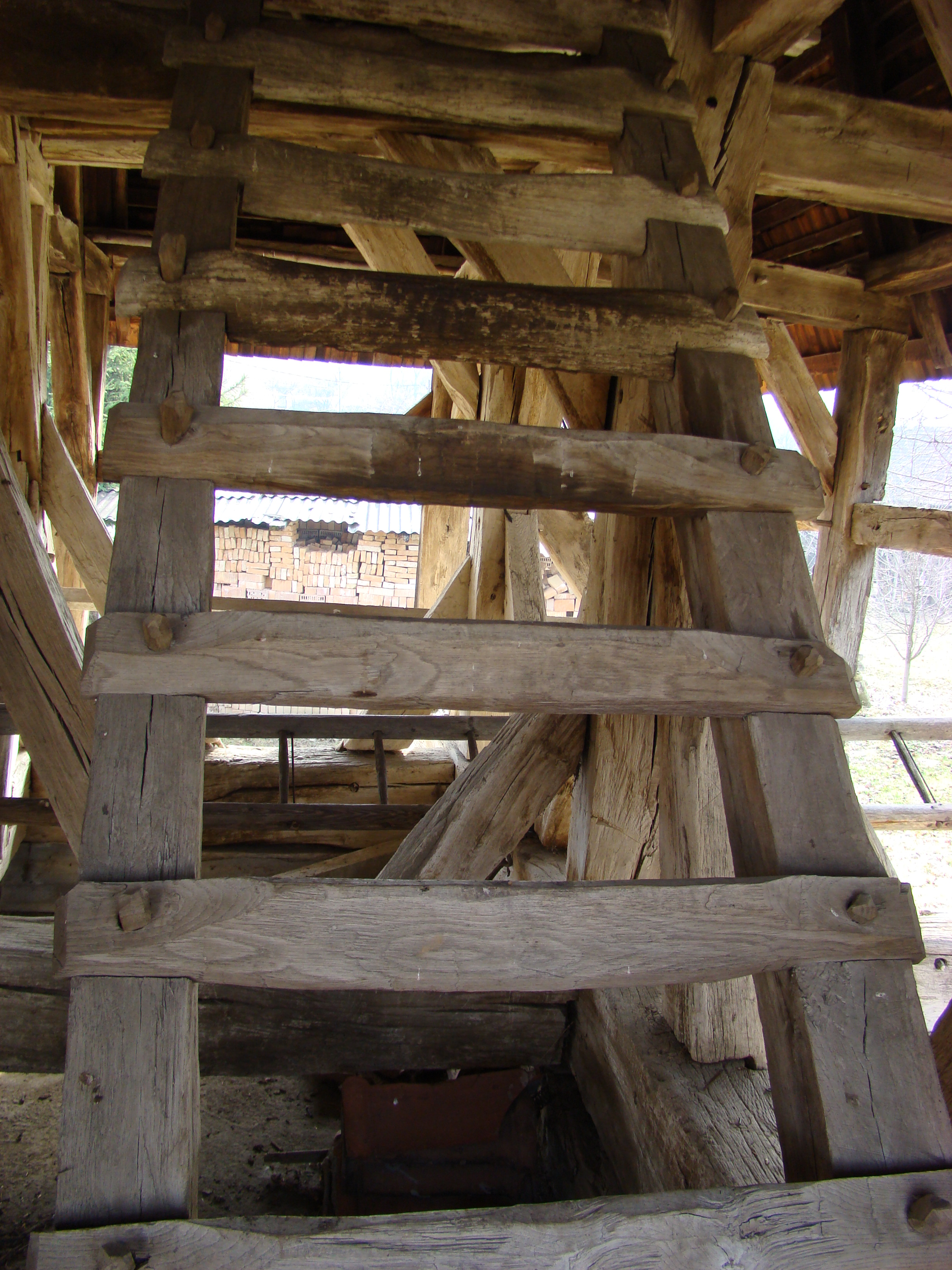
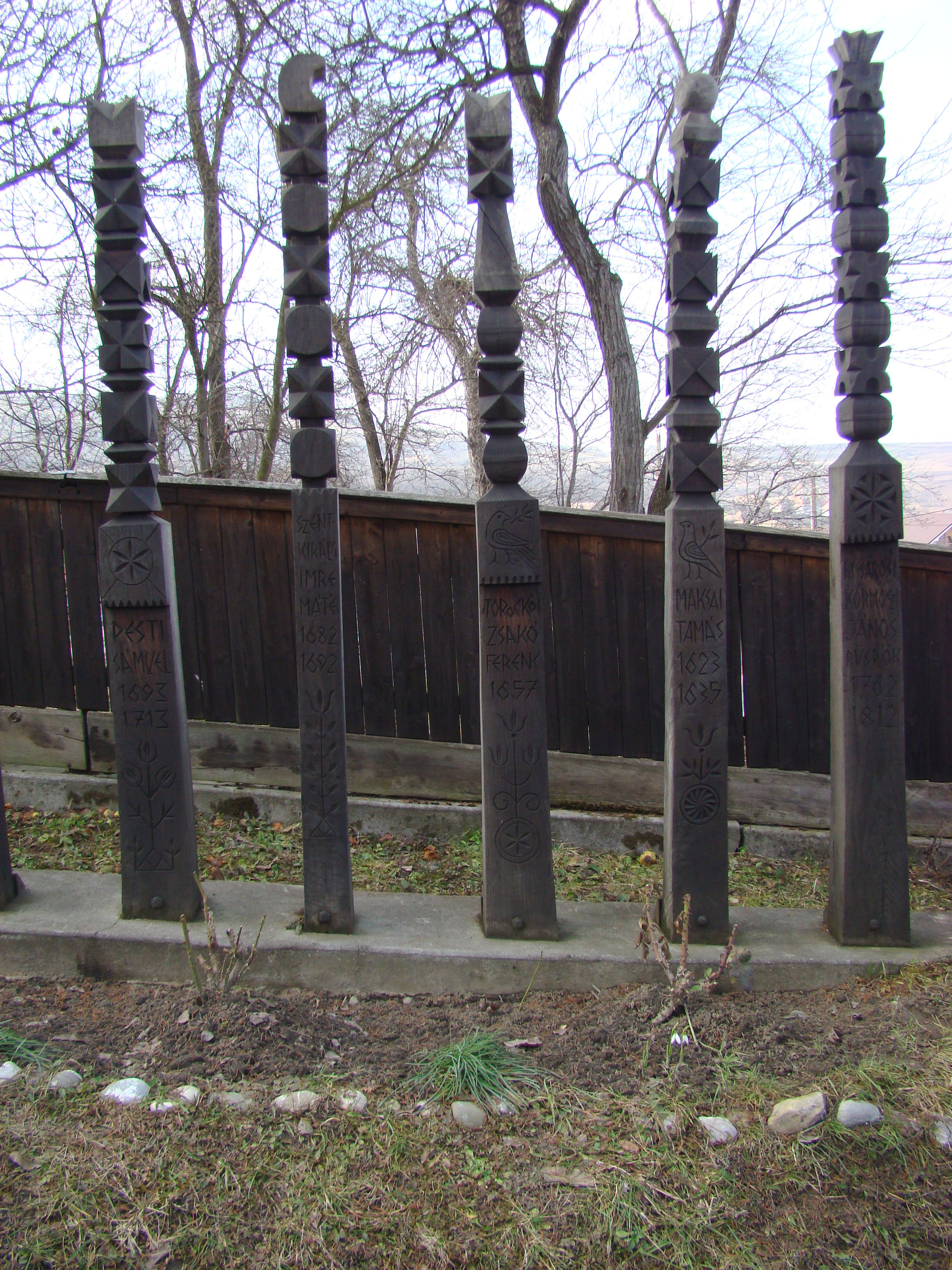
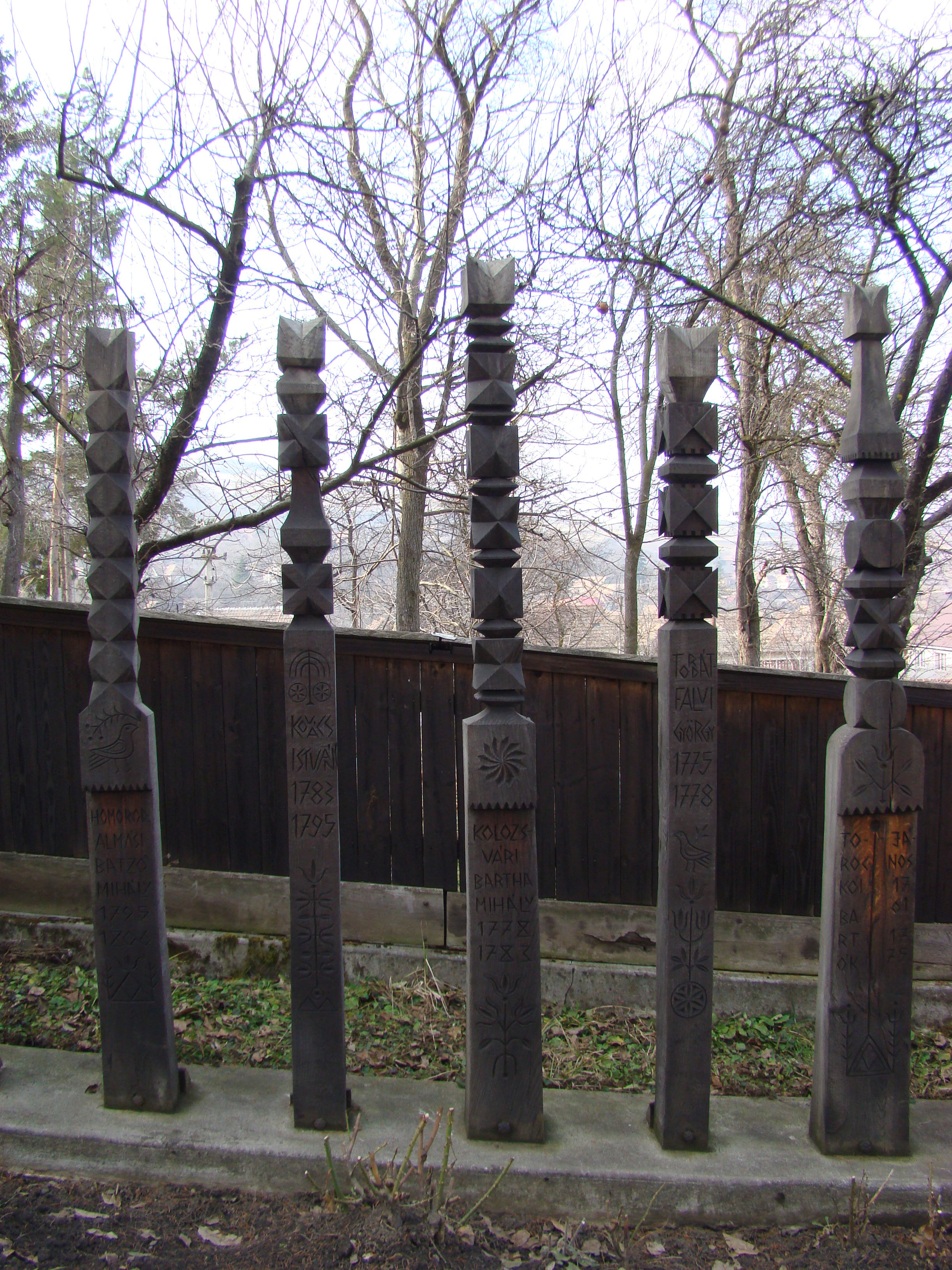
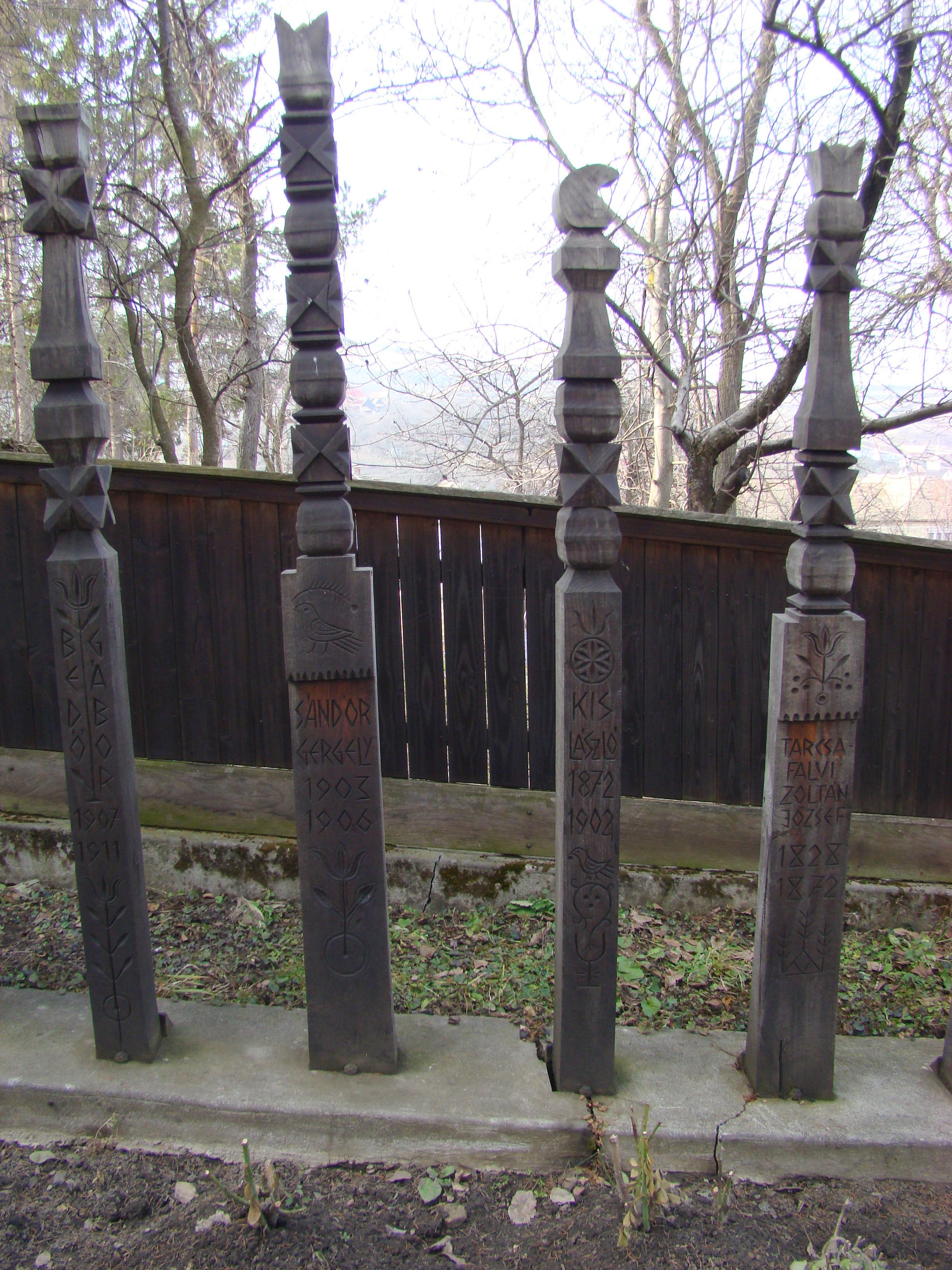
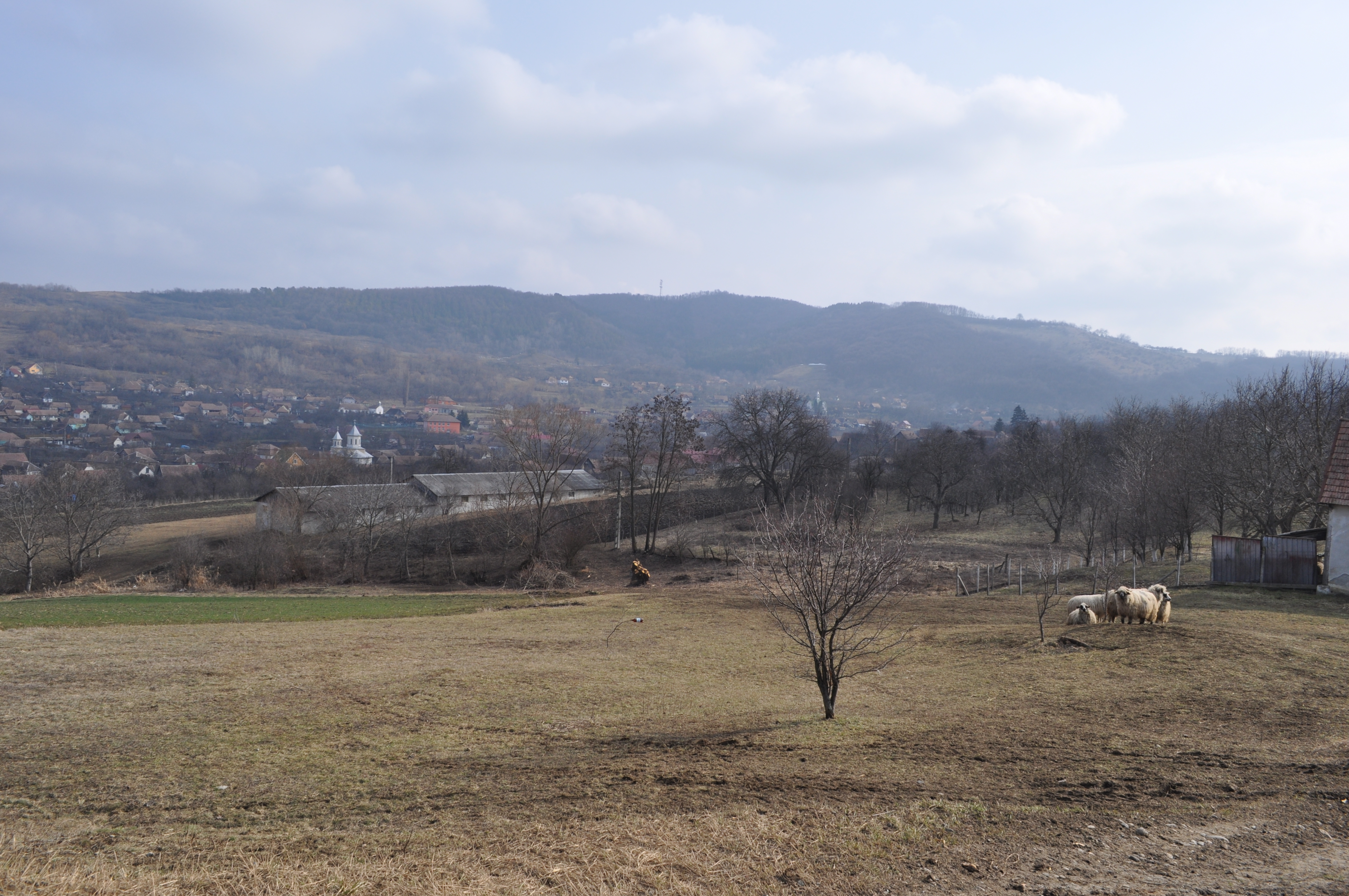
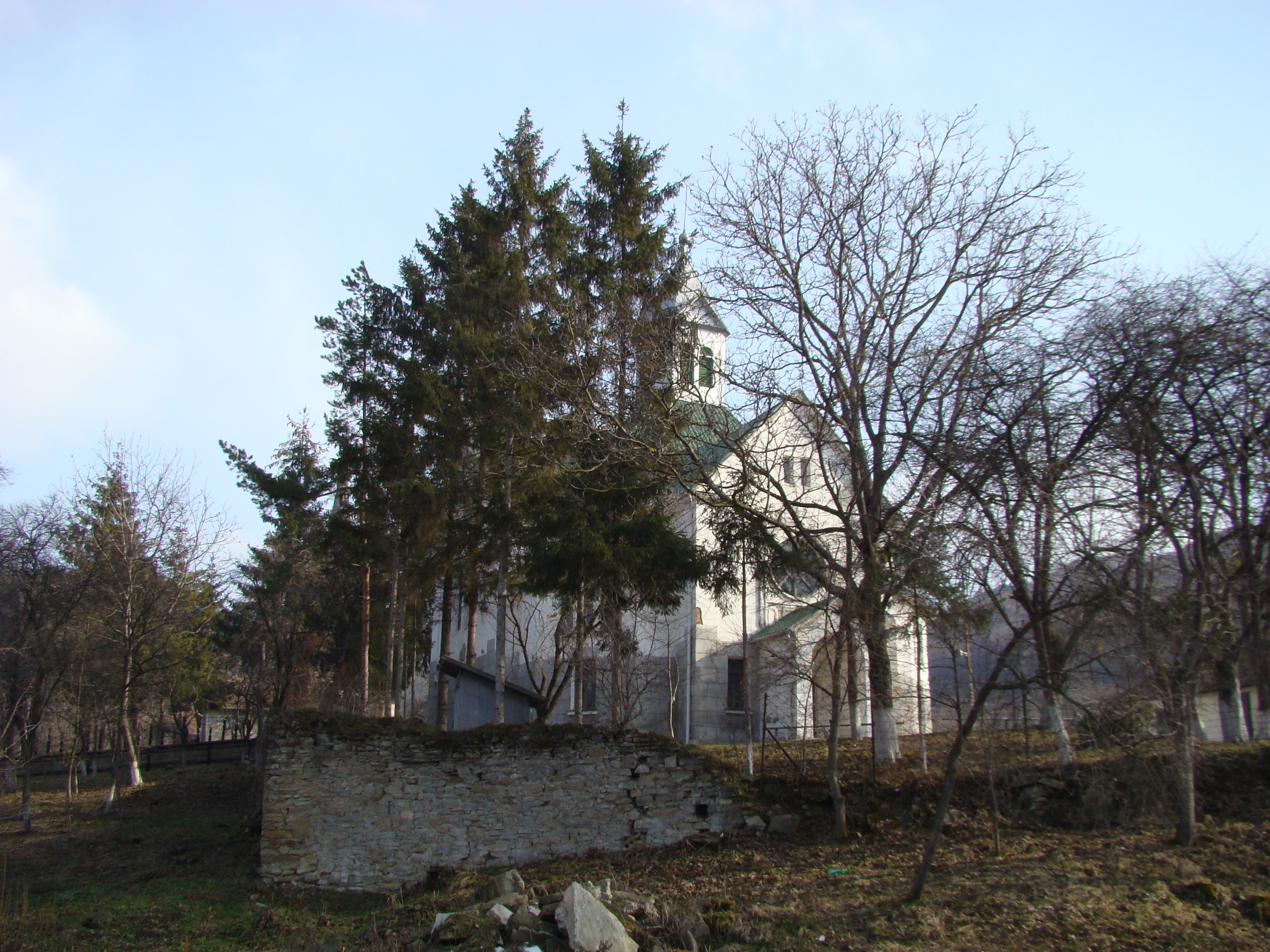
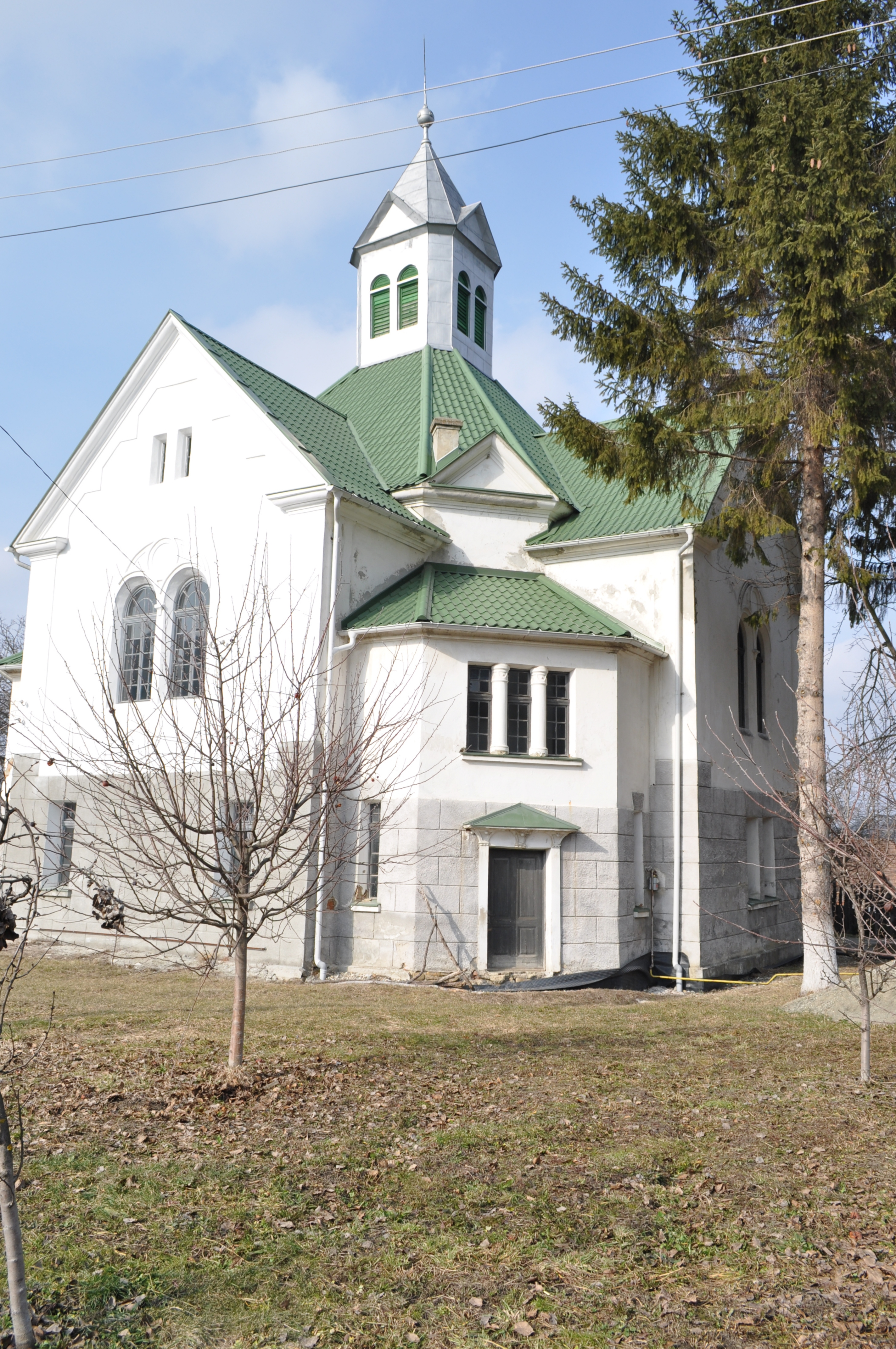

## Imagini din interior

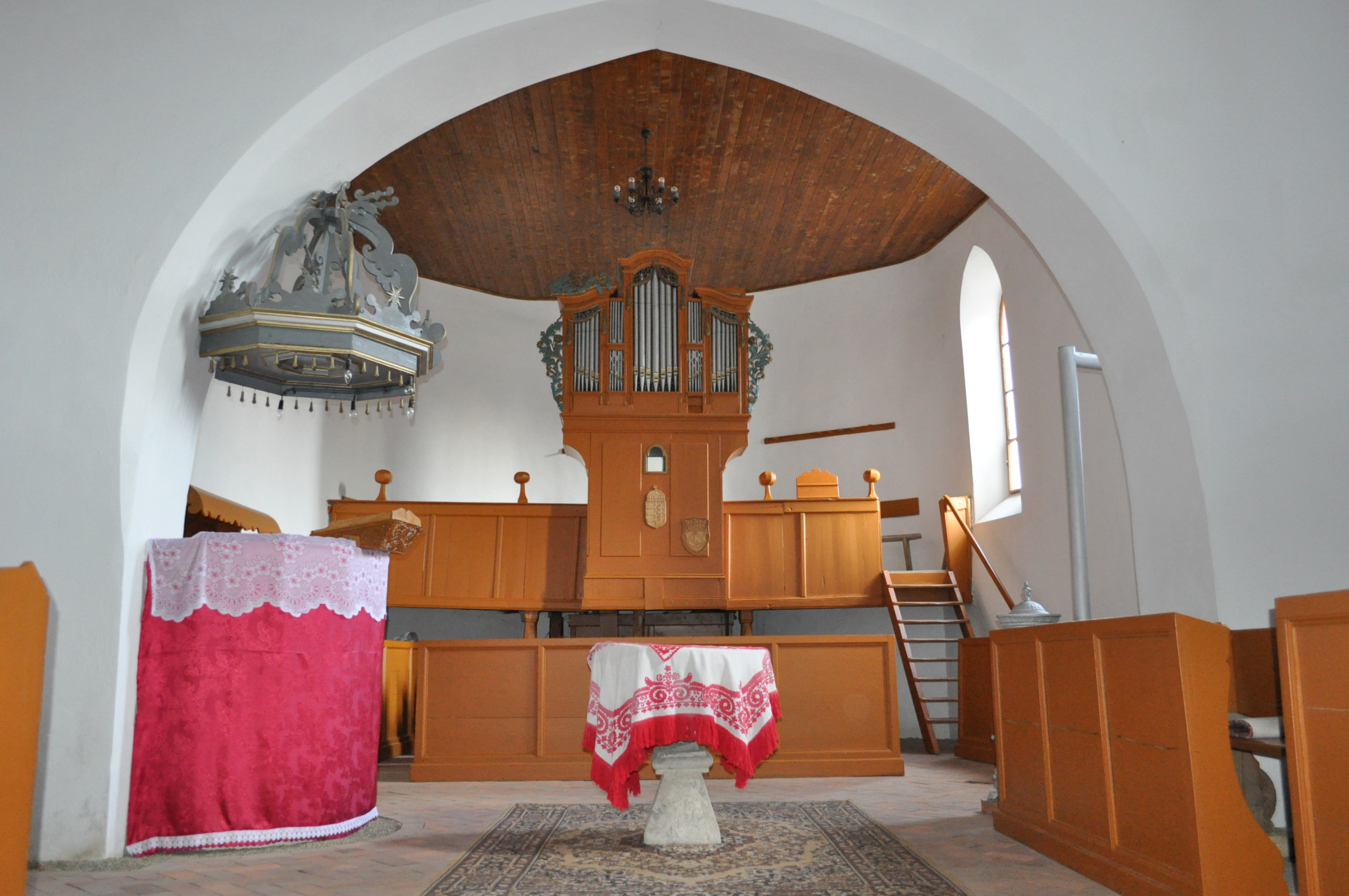
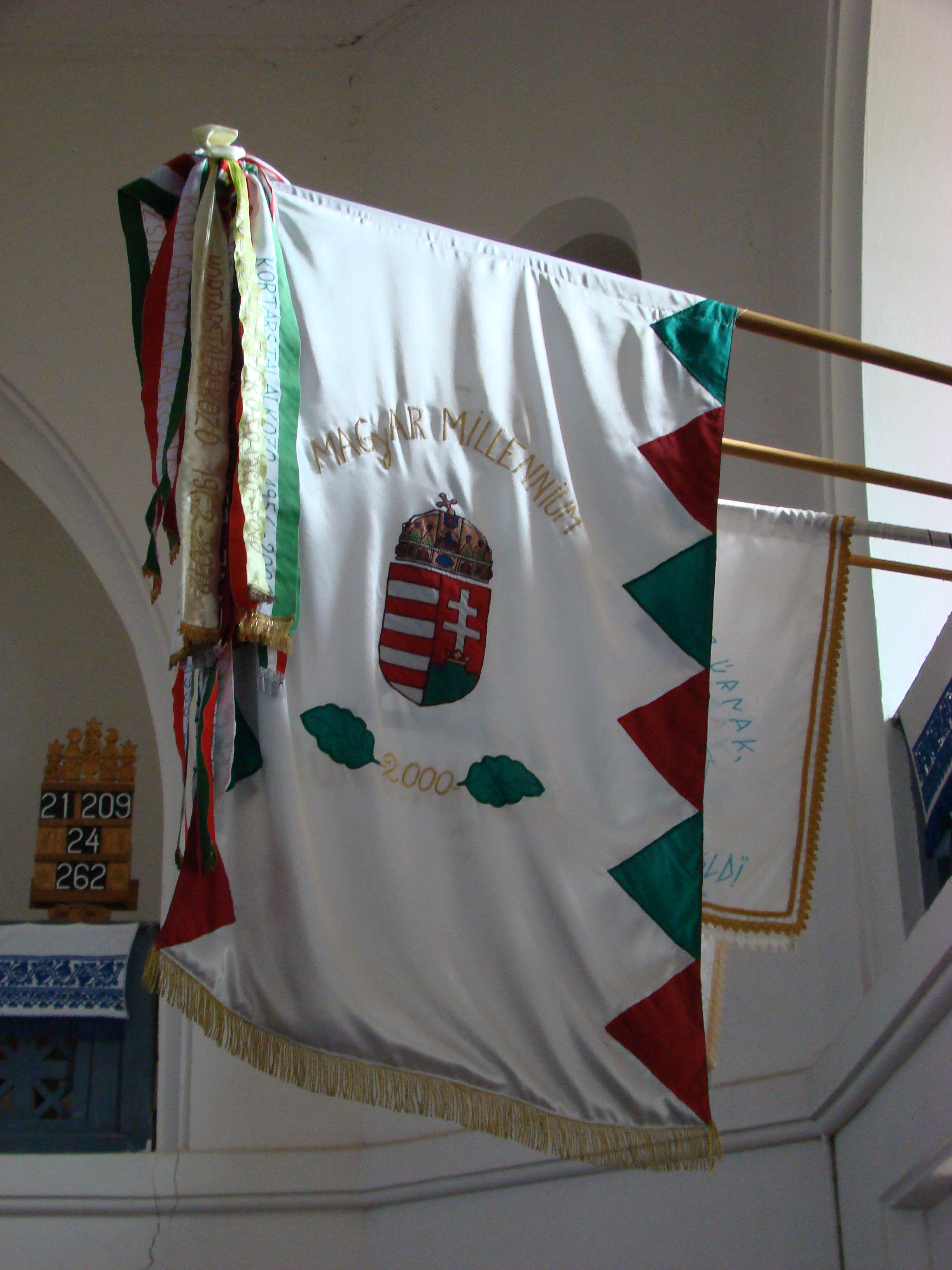
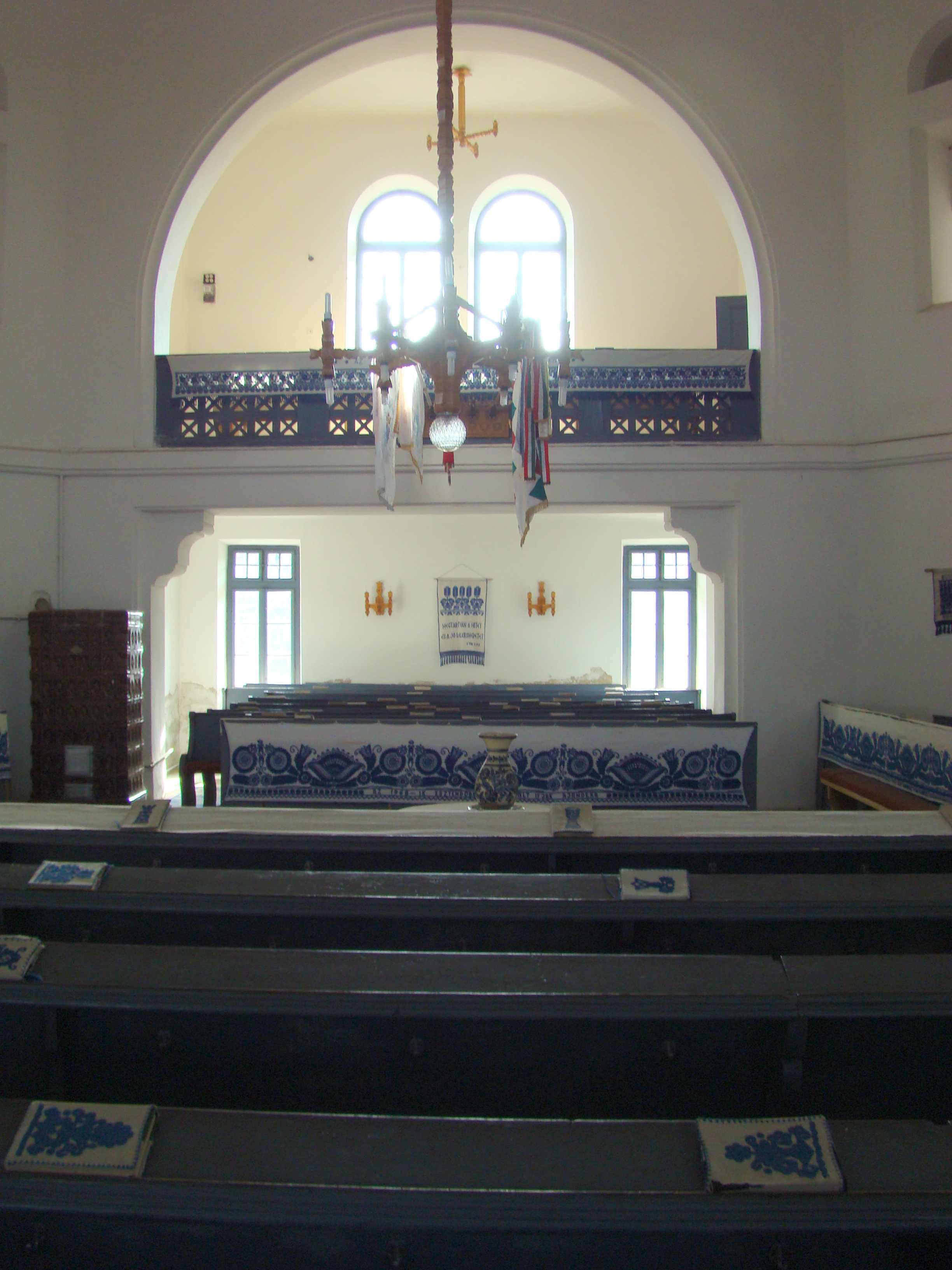
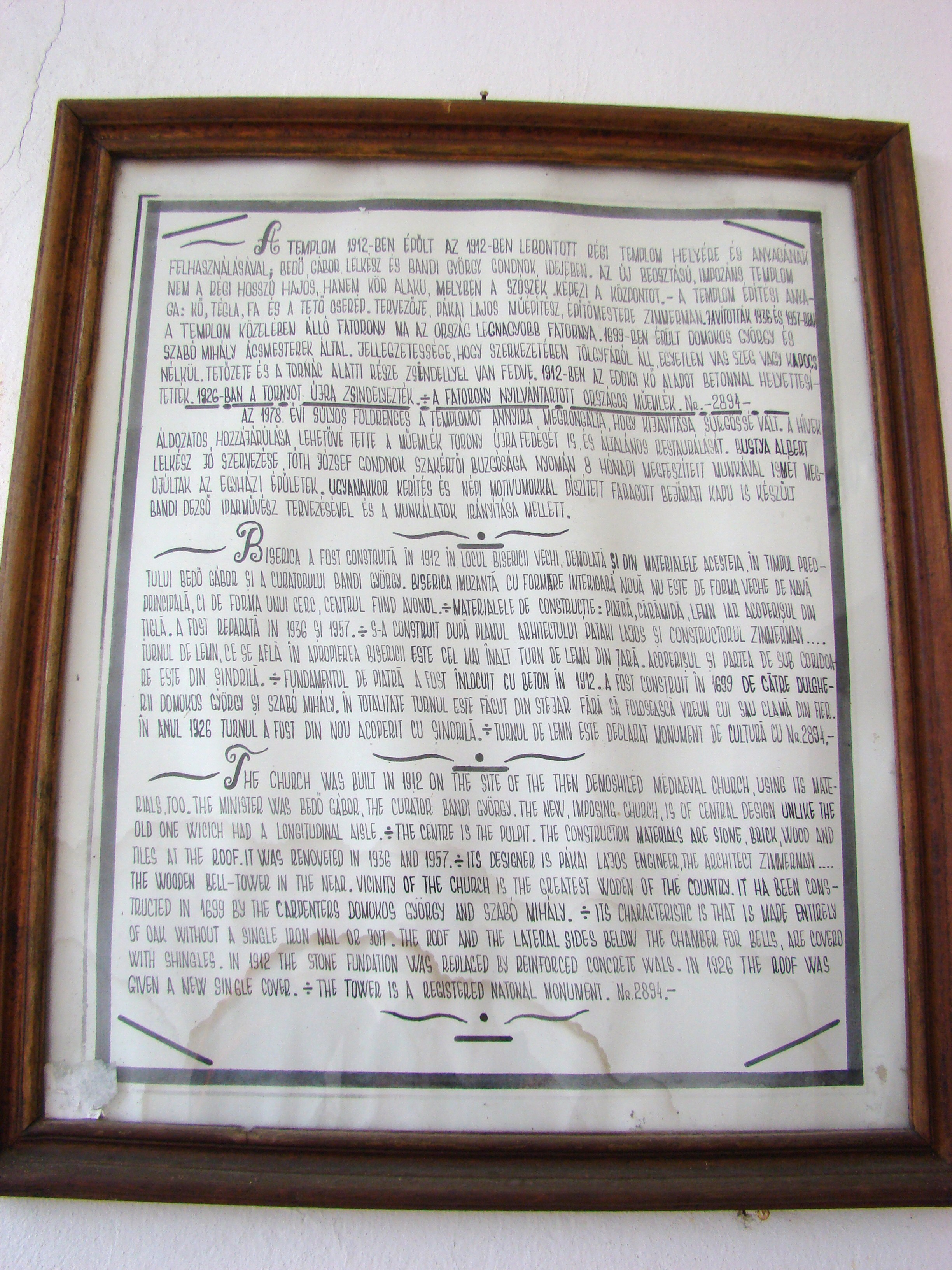
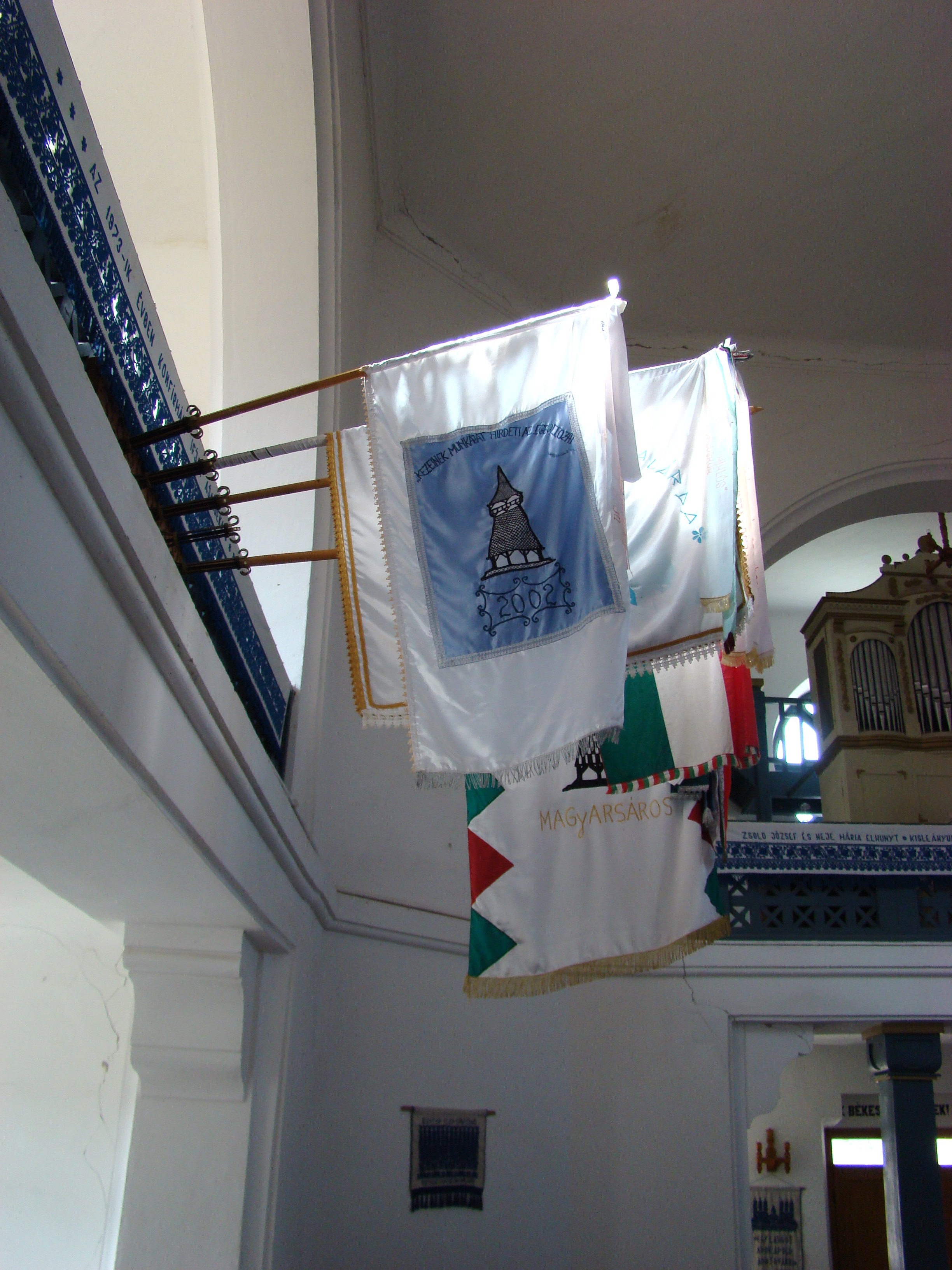
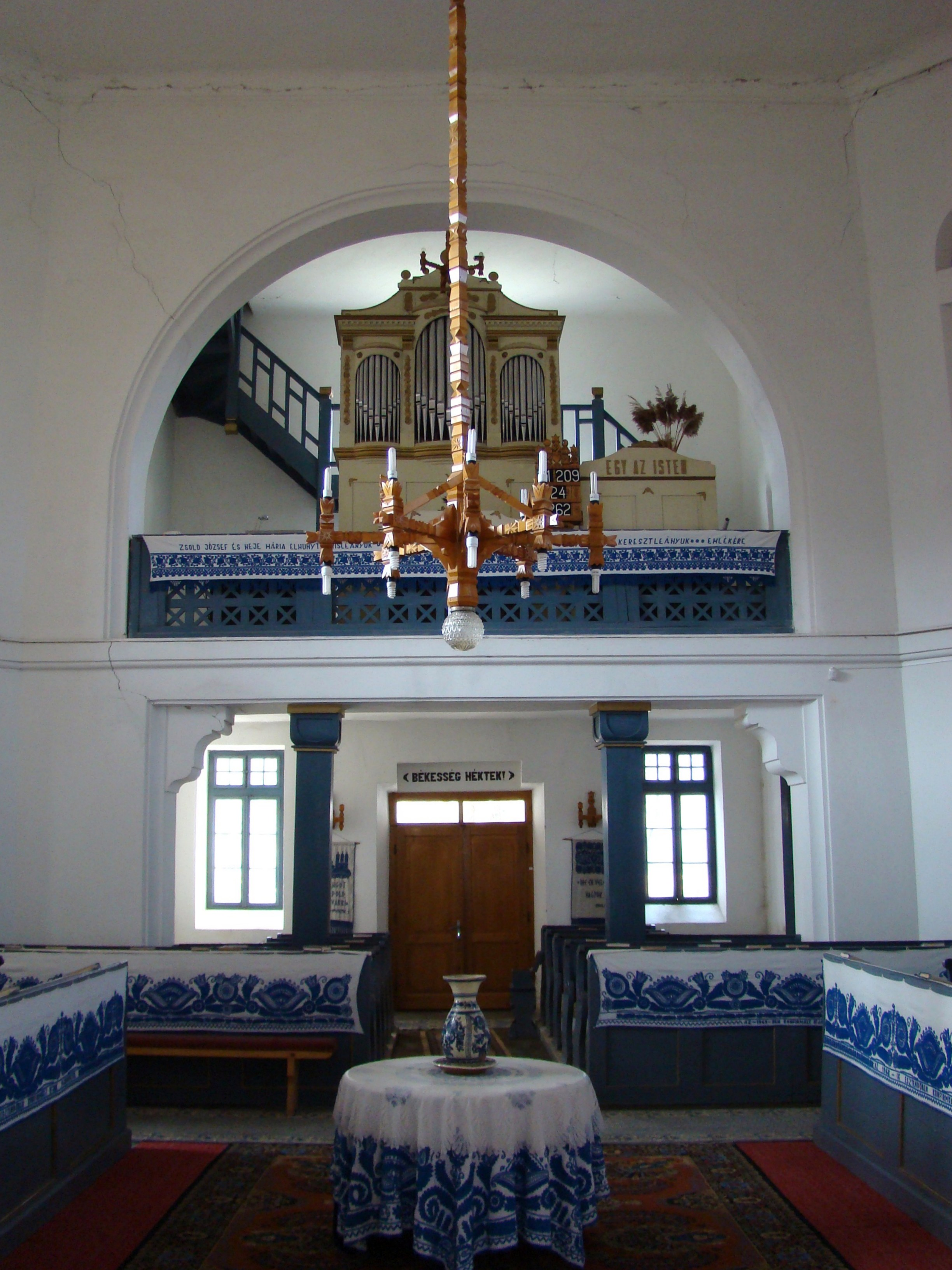
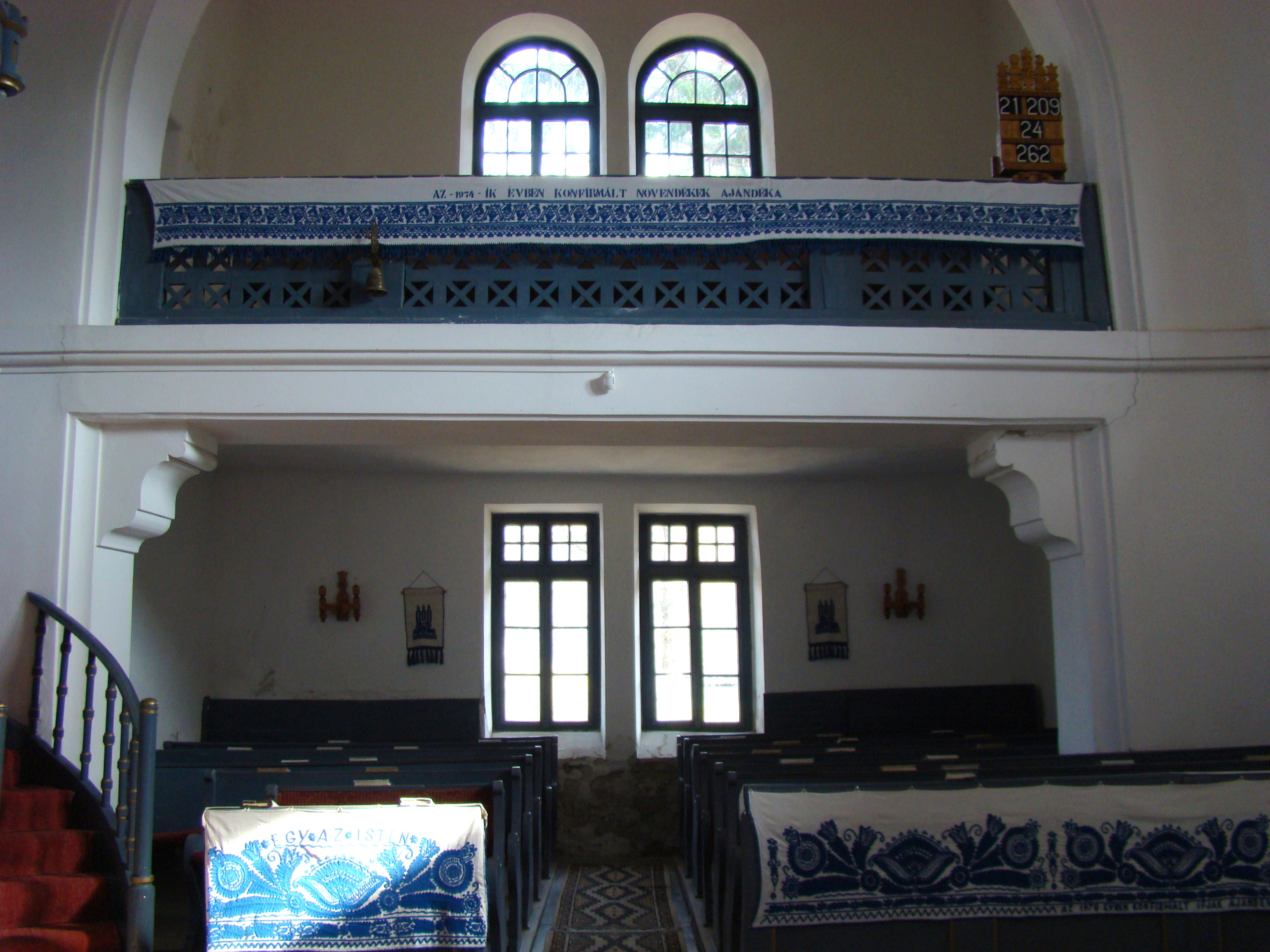
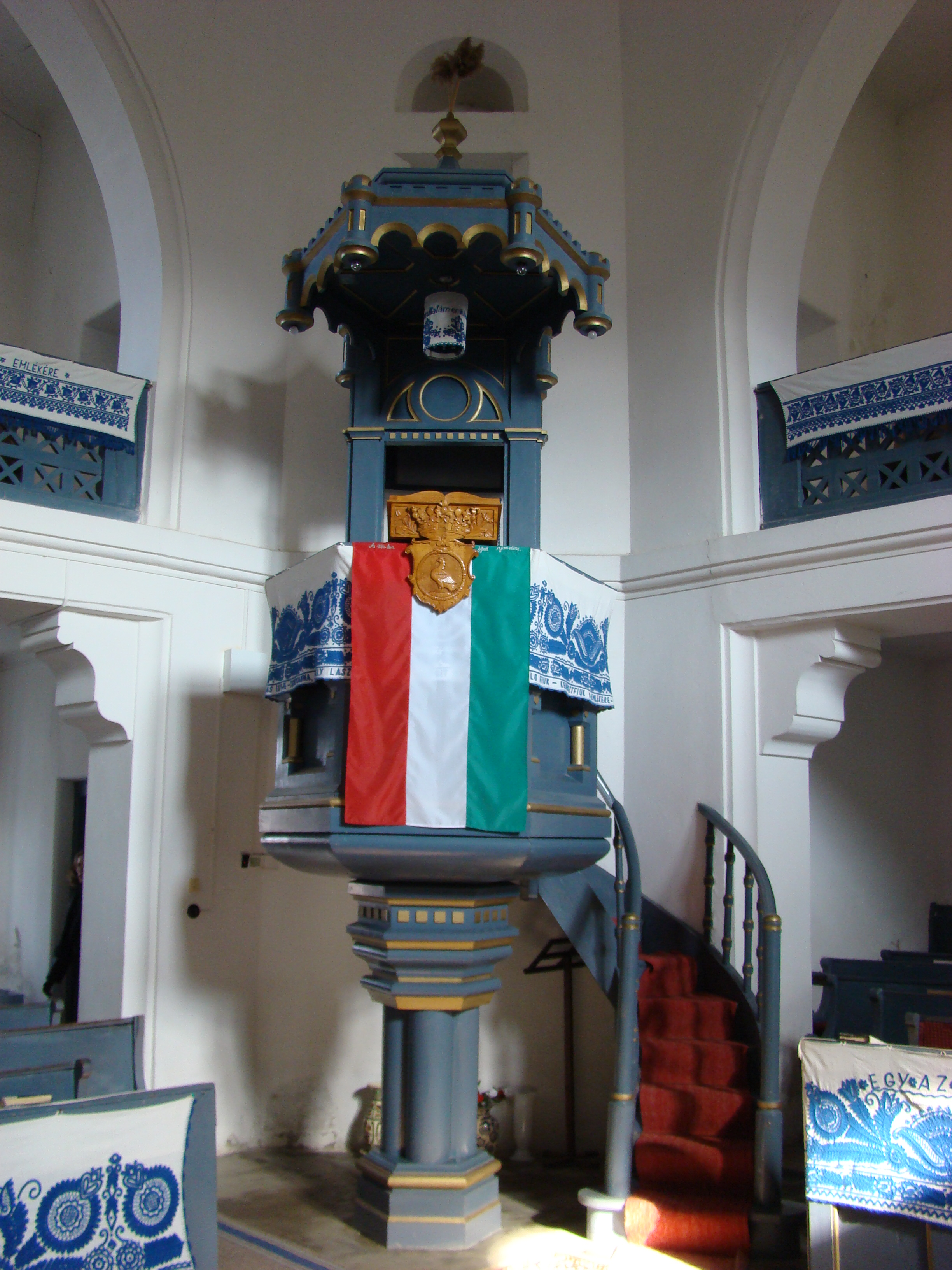
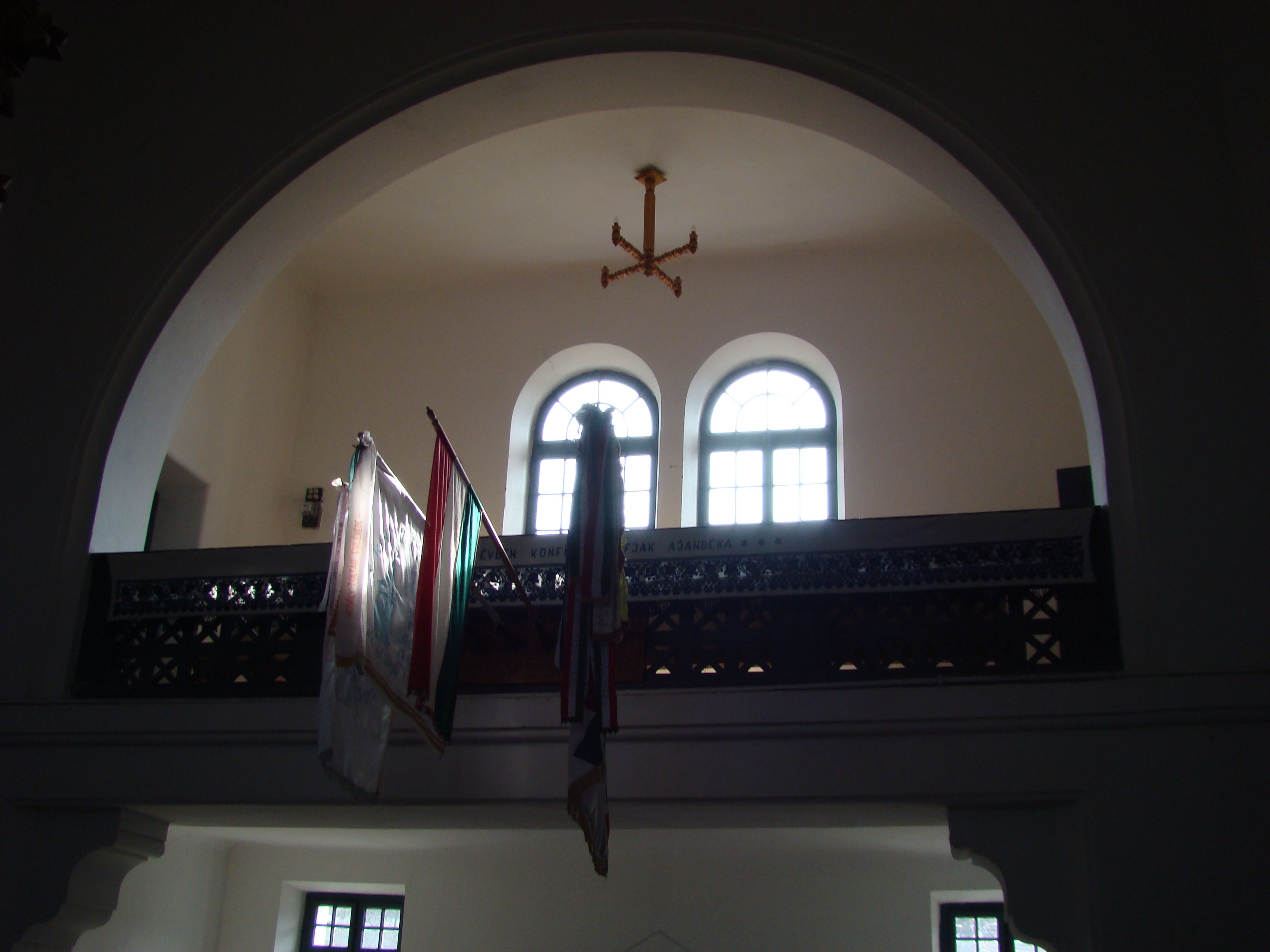
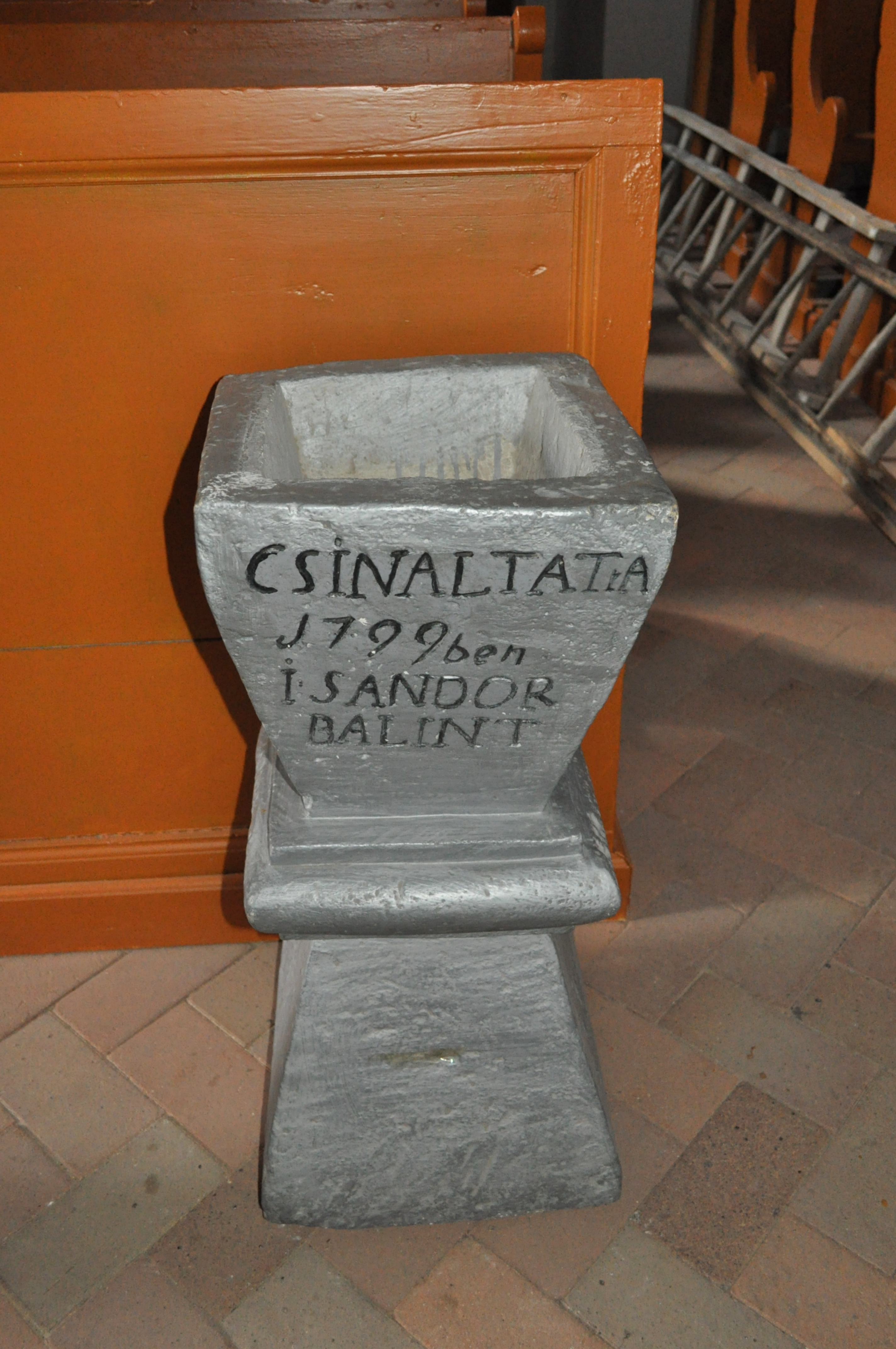
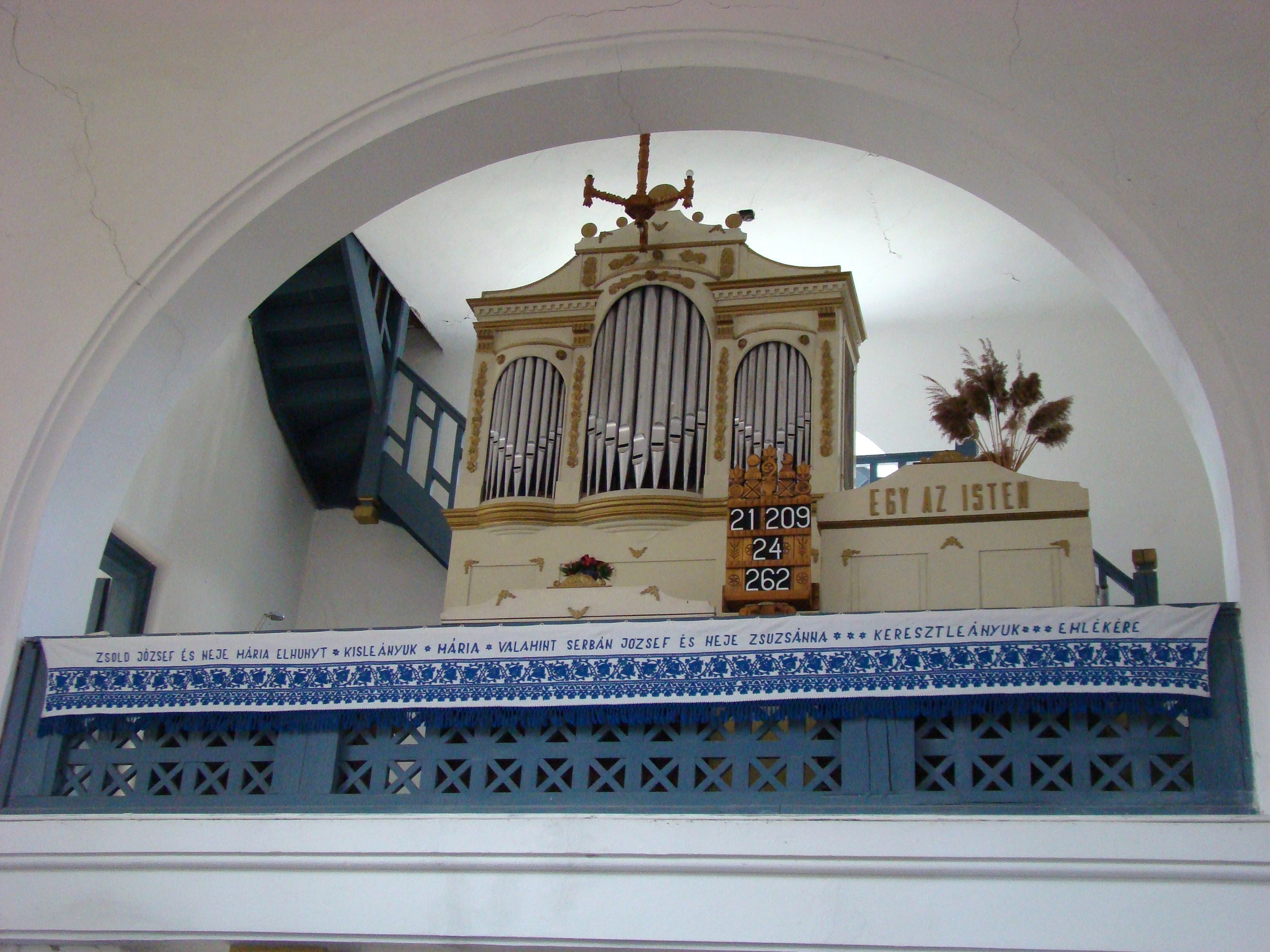
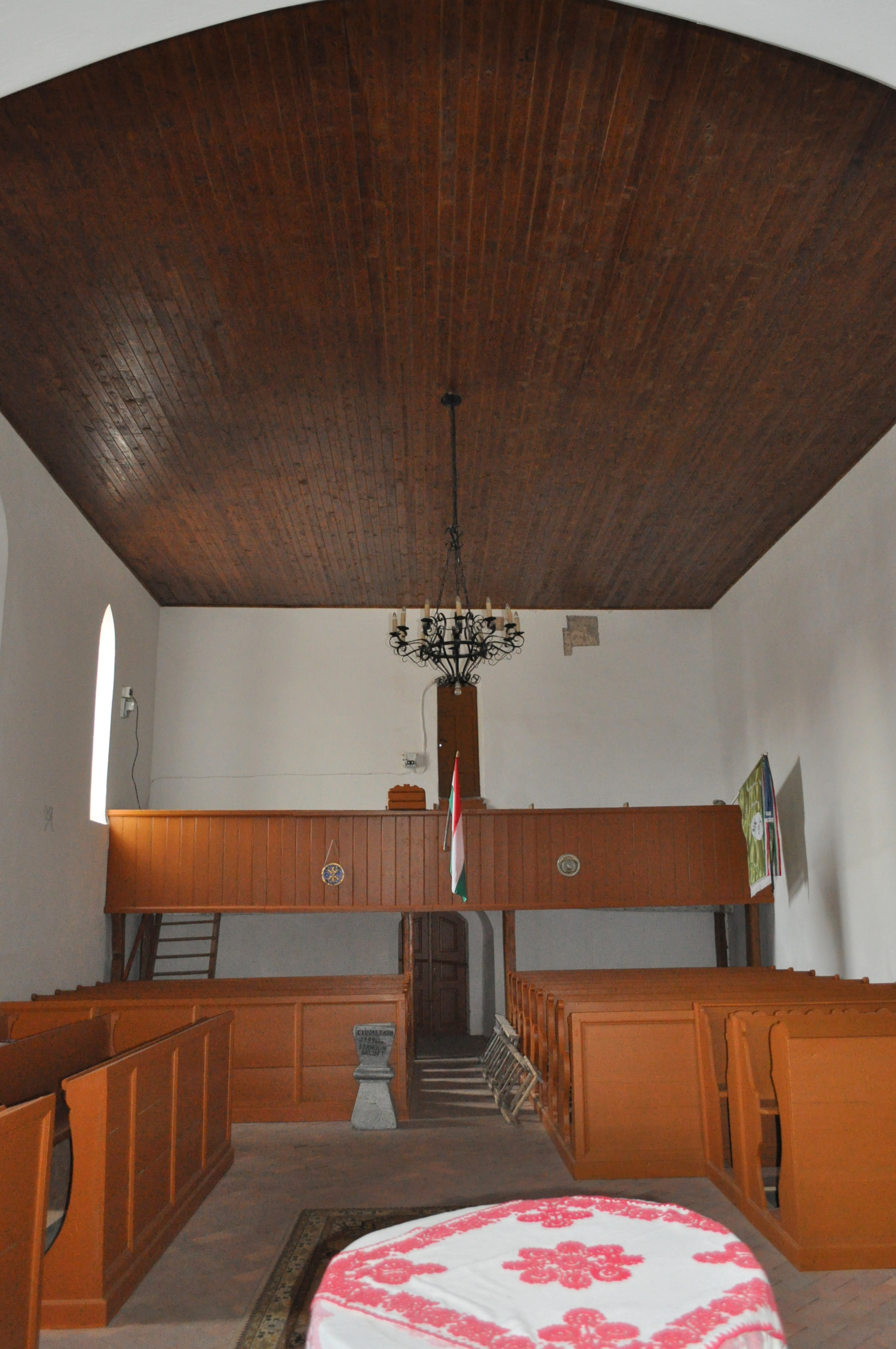